# Osiedle mieszkaniowe Plac PKWN we Wrocławiu

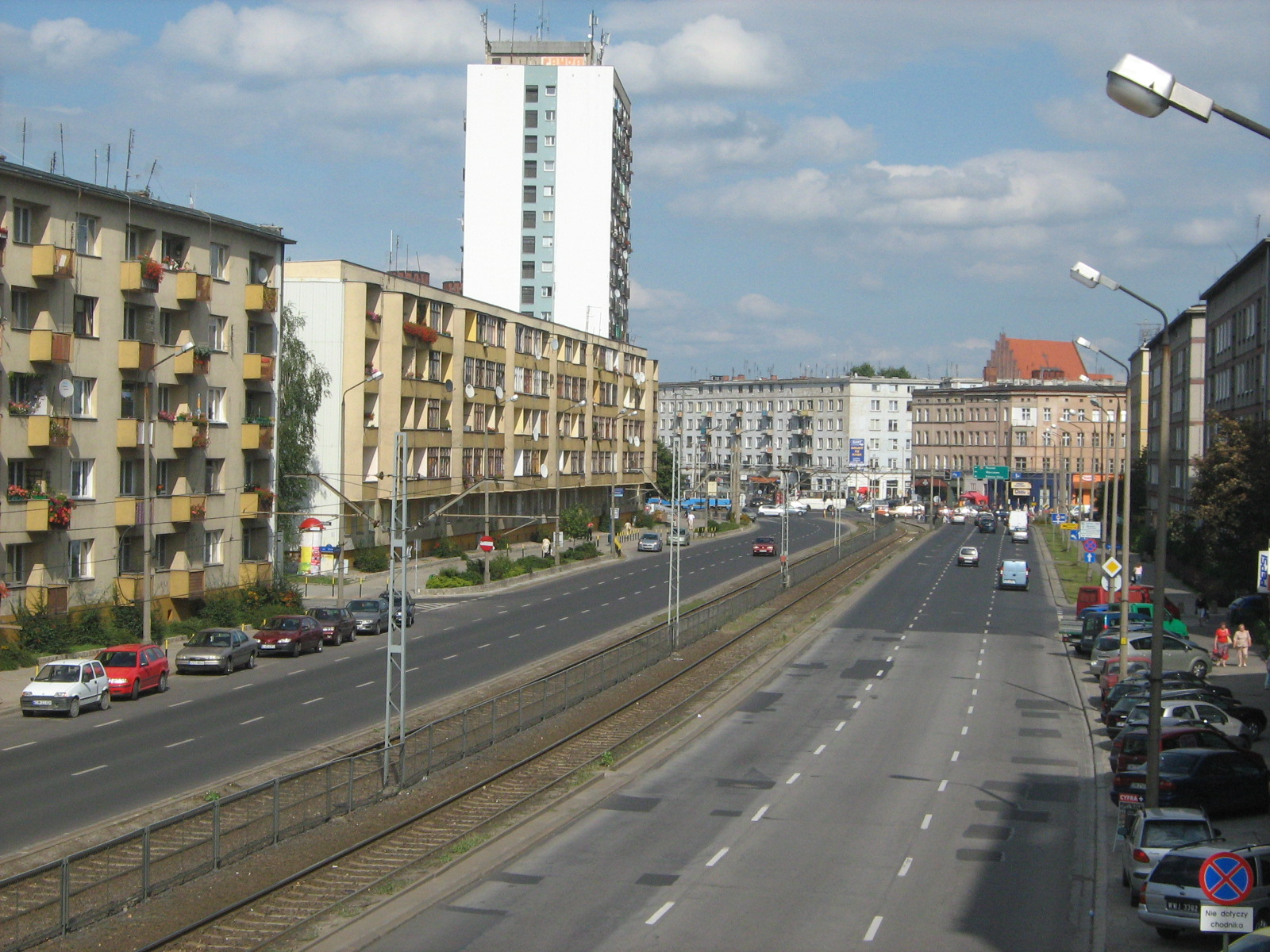
ul. Grabiszyńska, dalej pl. Legionów, po lewej bud. Lotos

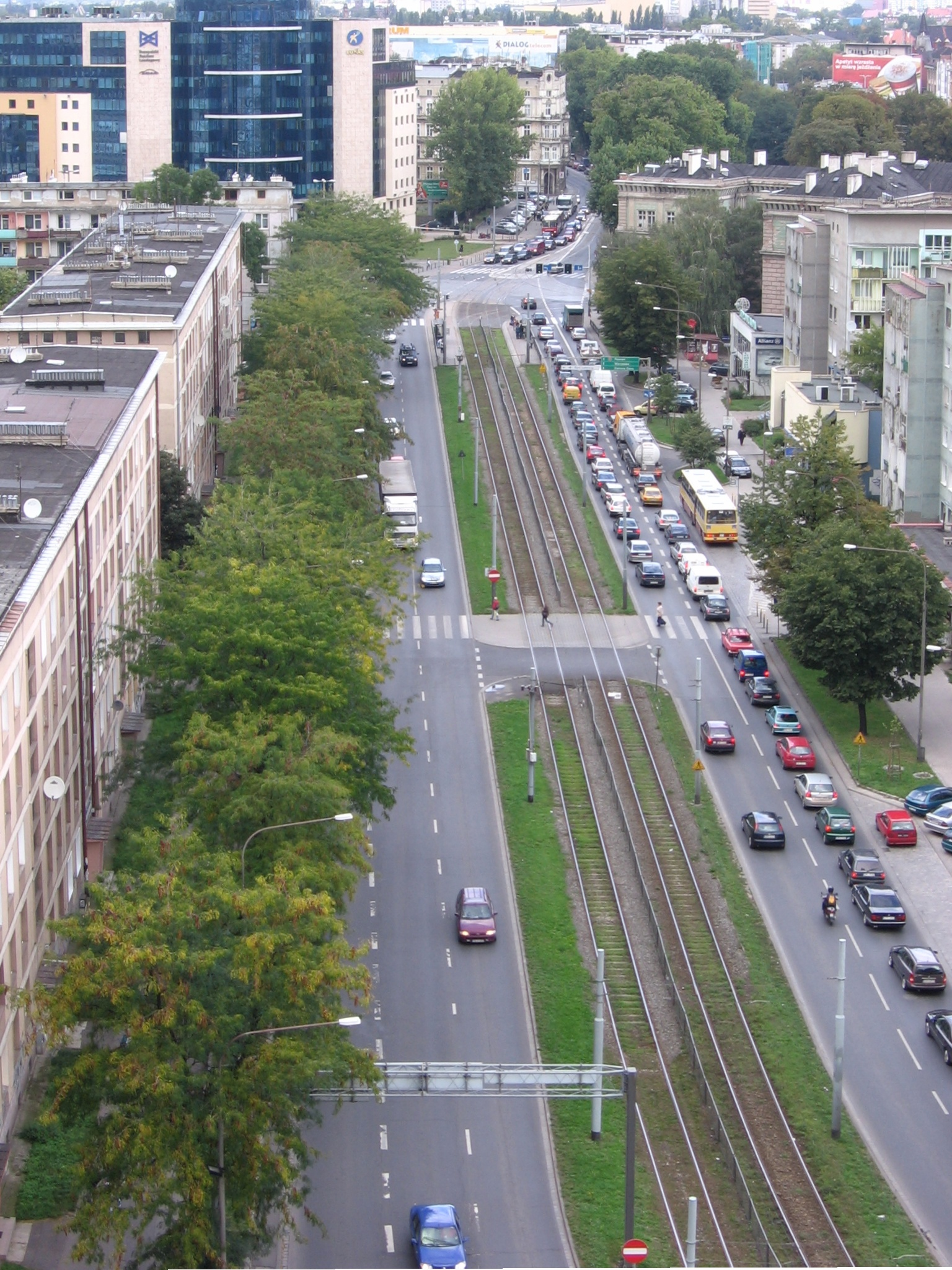
Odcinek ul. J. Piłsudskiego wybudowany w 1961 r.

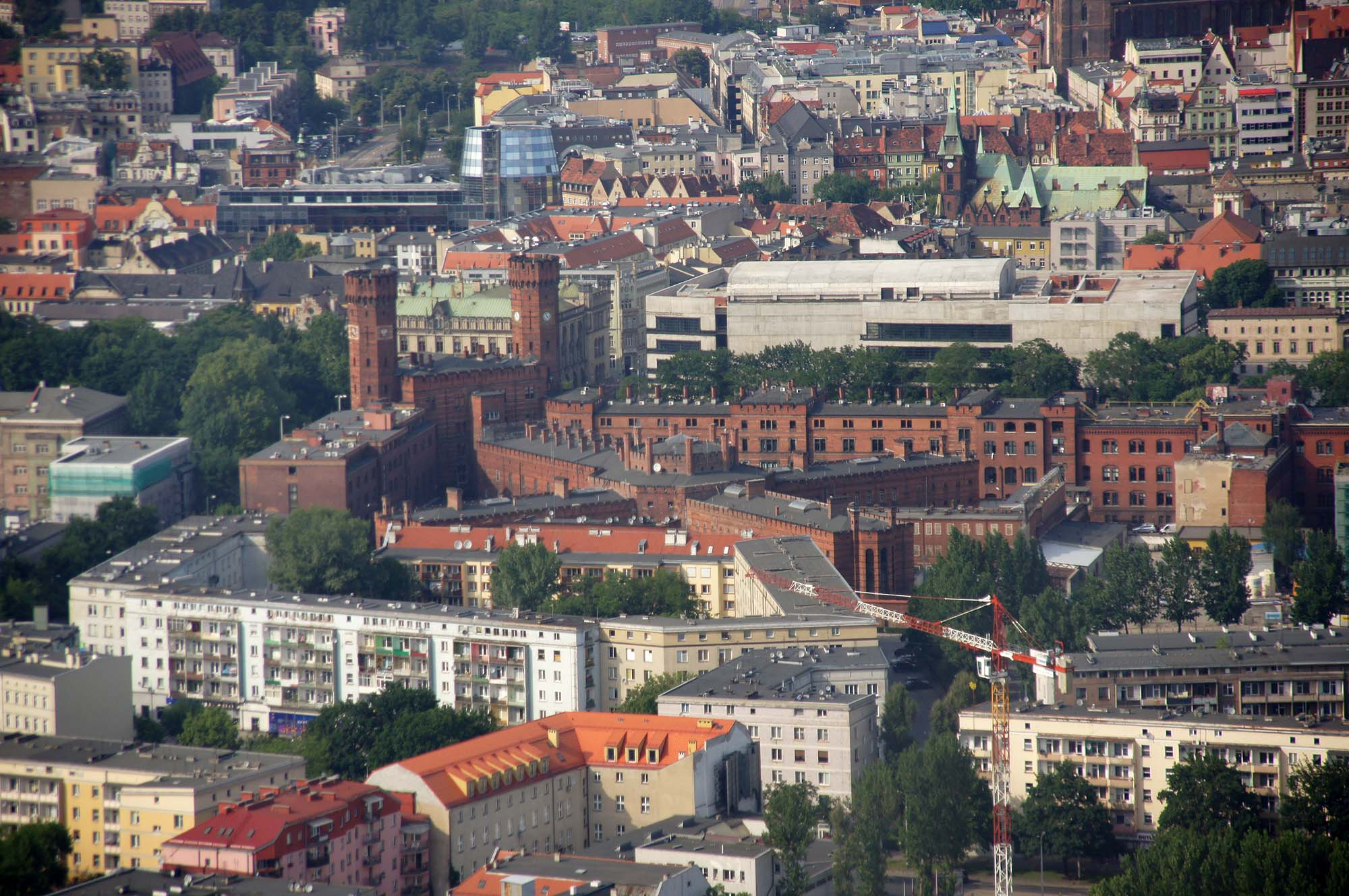
Pl. Legionów i kwartał zabudowy osiedla między ul. Sądową, pl. Muzealnym i ul. Świebodzką

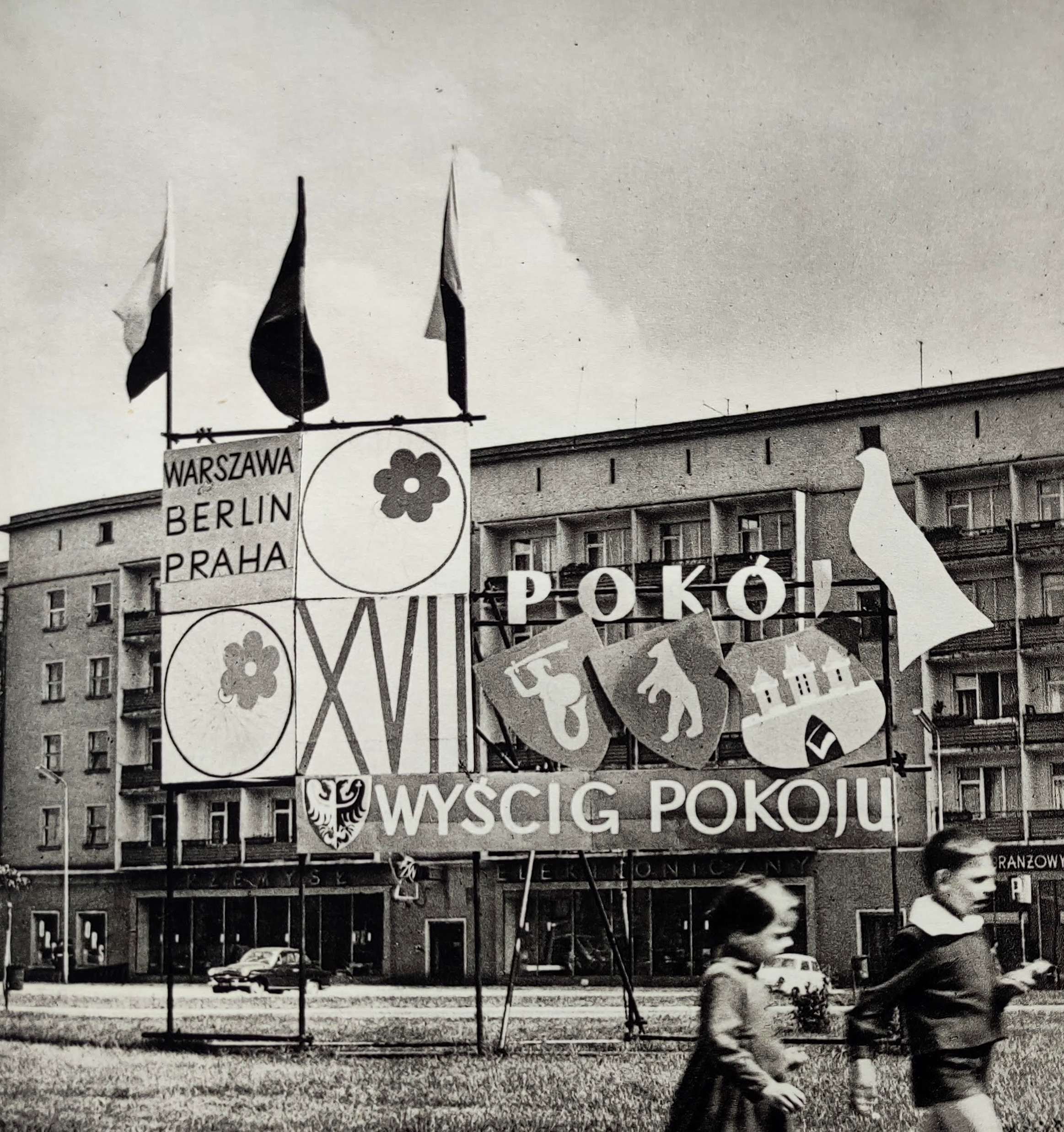
Pl. PKWN (pl. Legionów)

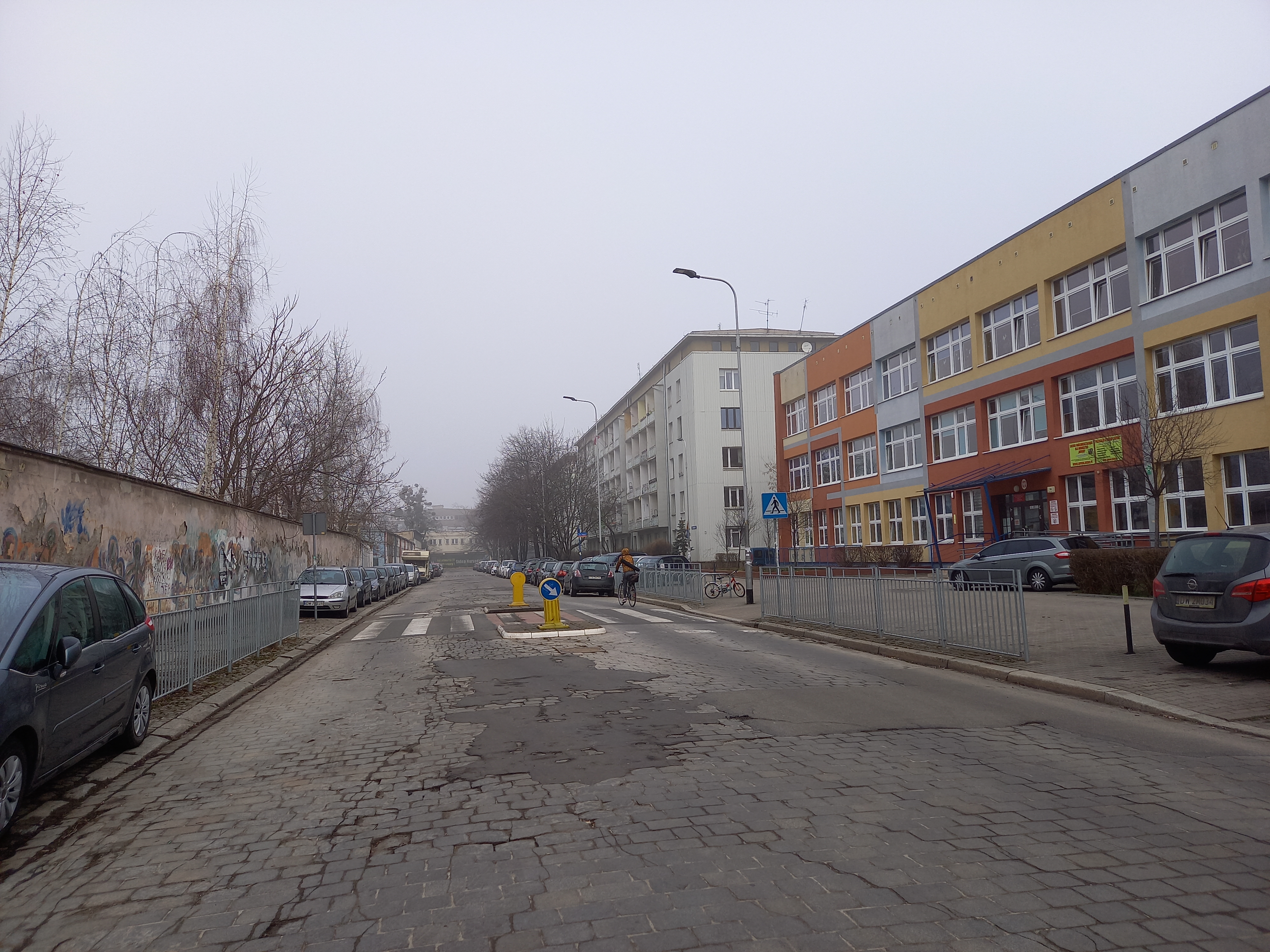
Ul. Prosta, szkoła i dalej zabudowa mieszkaniowa osiedla

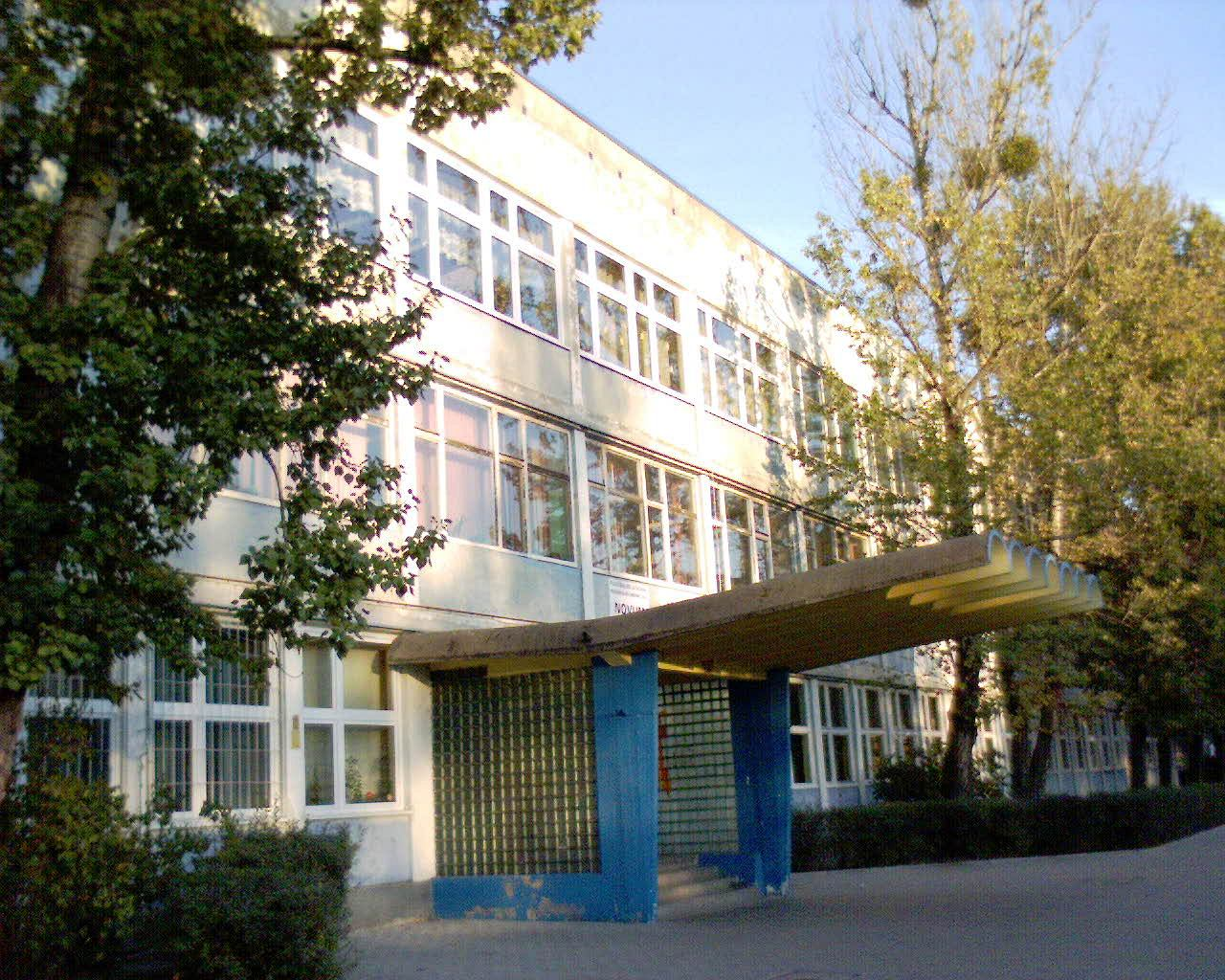
Wejście do szkoły przy ul. Prostej

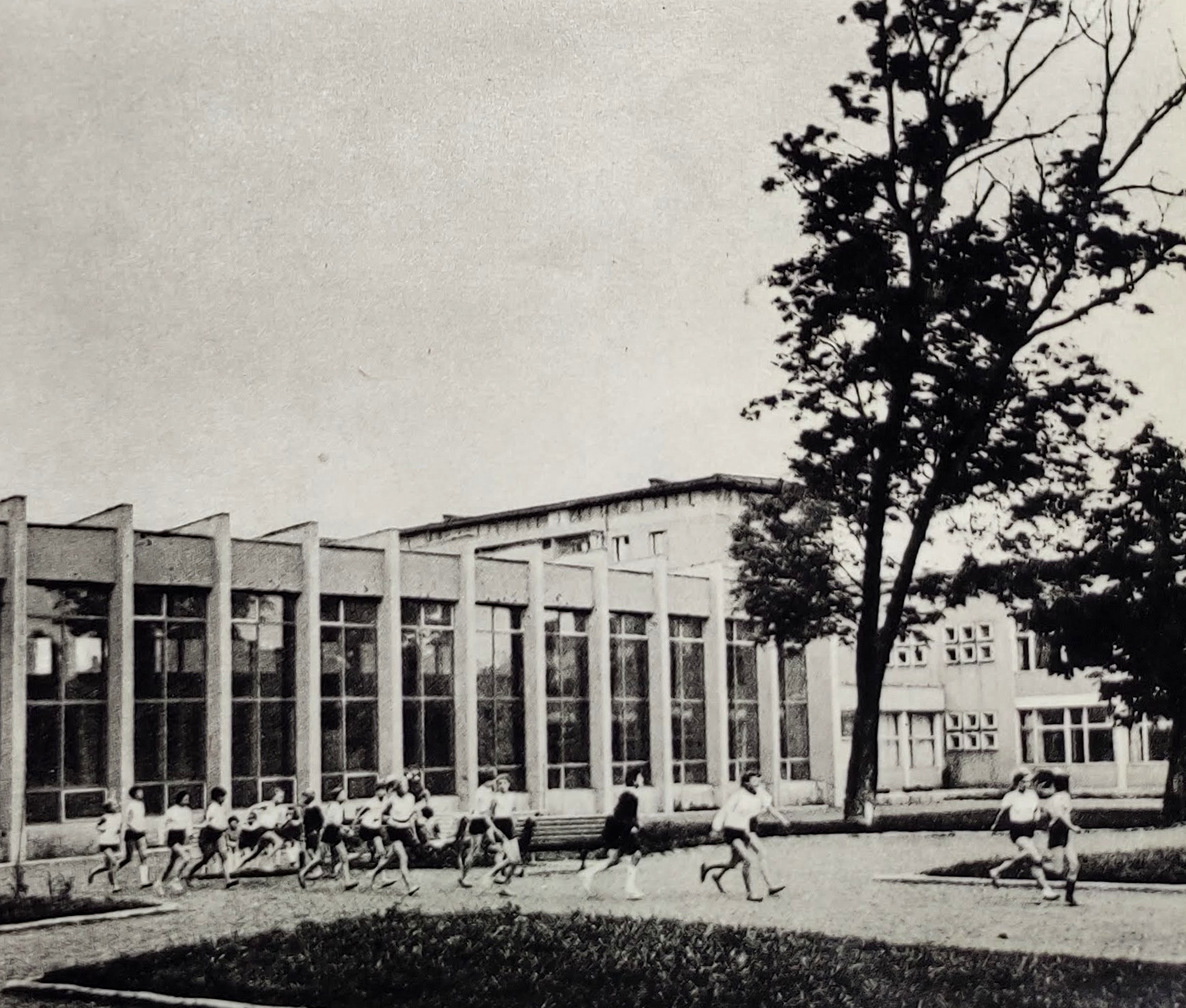
boisko szkoły przy ul. Prostej

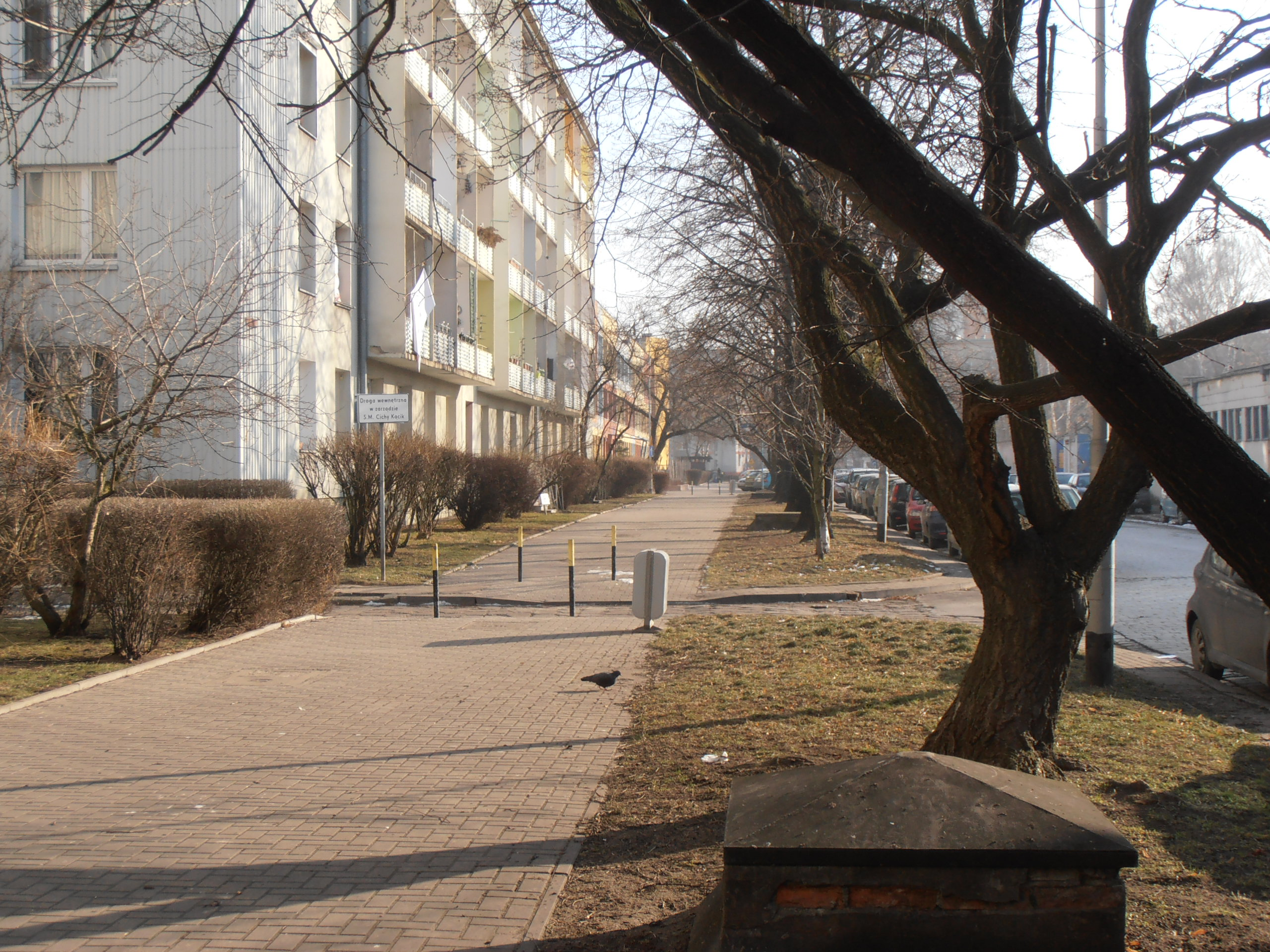
Ul. Prosta

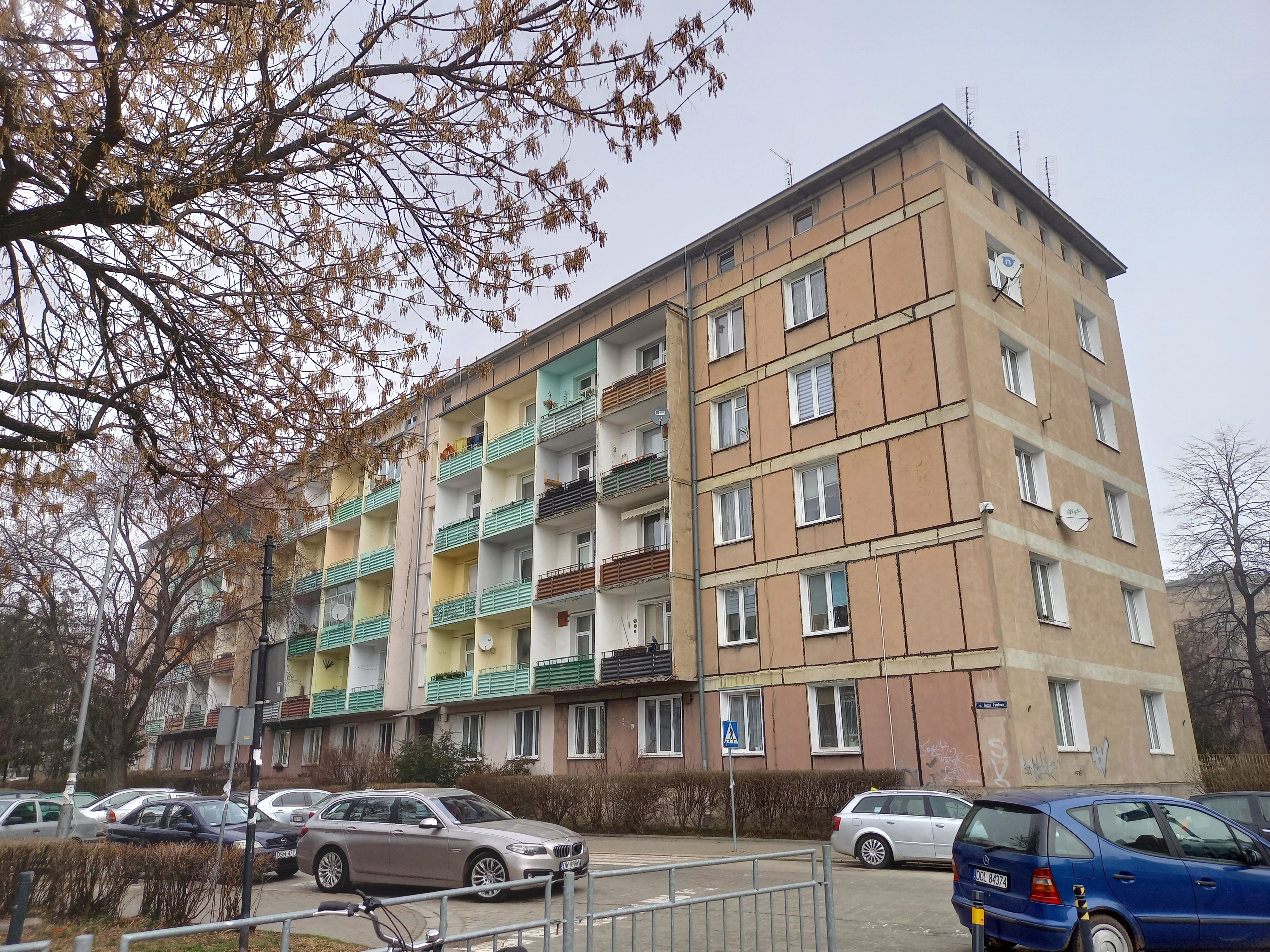
Ul. Iwana Pawłowa 8-14

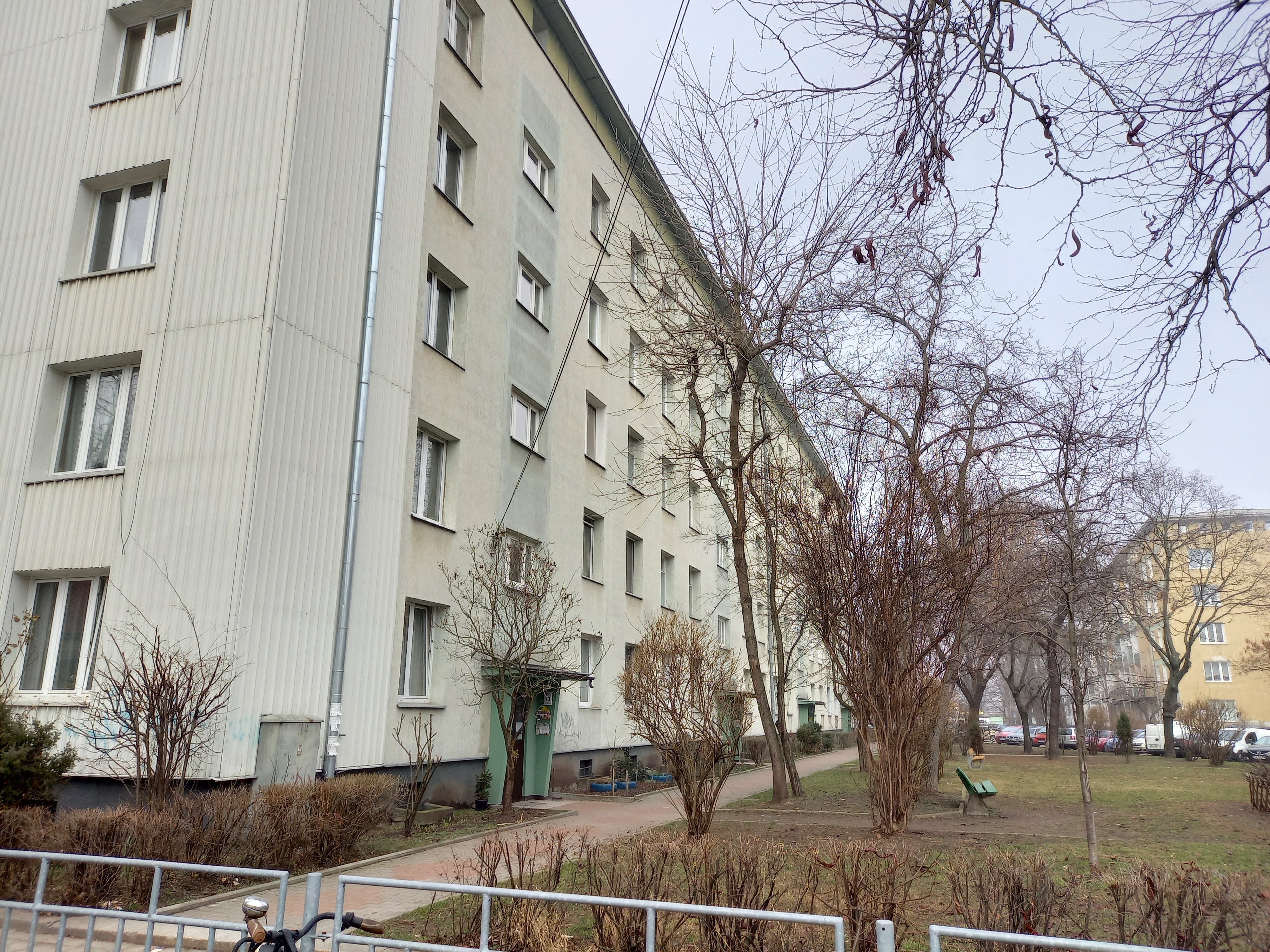
Ul. Iwana Pawłowa 7-13

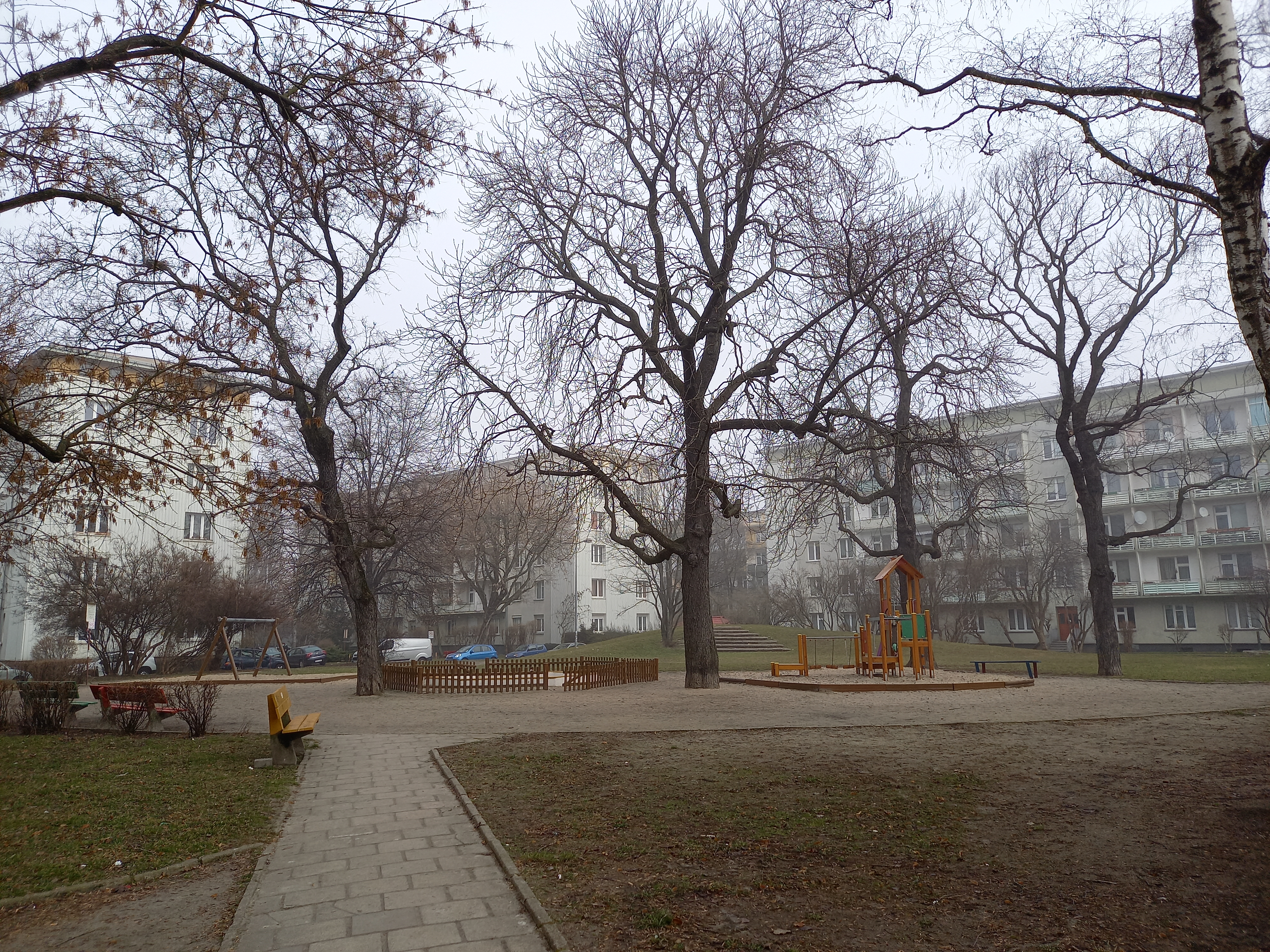
Zieleniec przy ul. Św. Trójcy

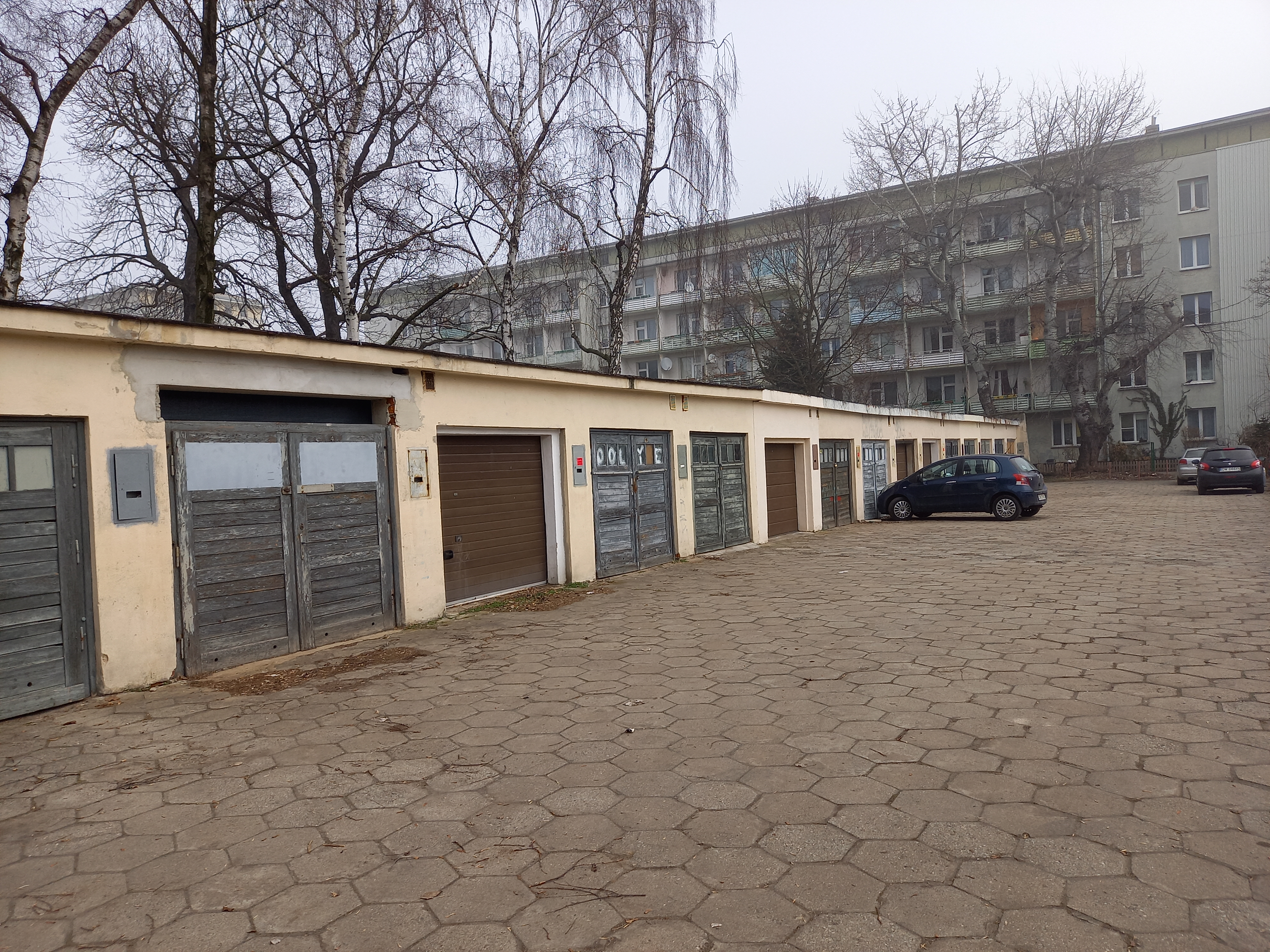
Garaże przy ul. Św. Trójcy

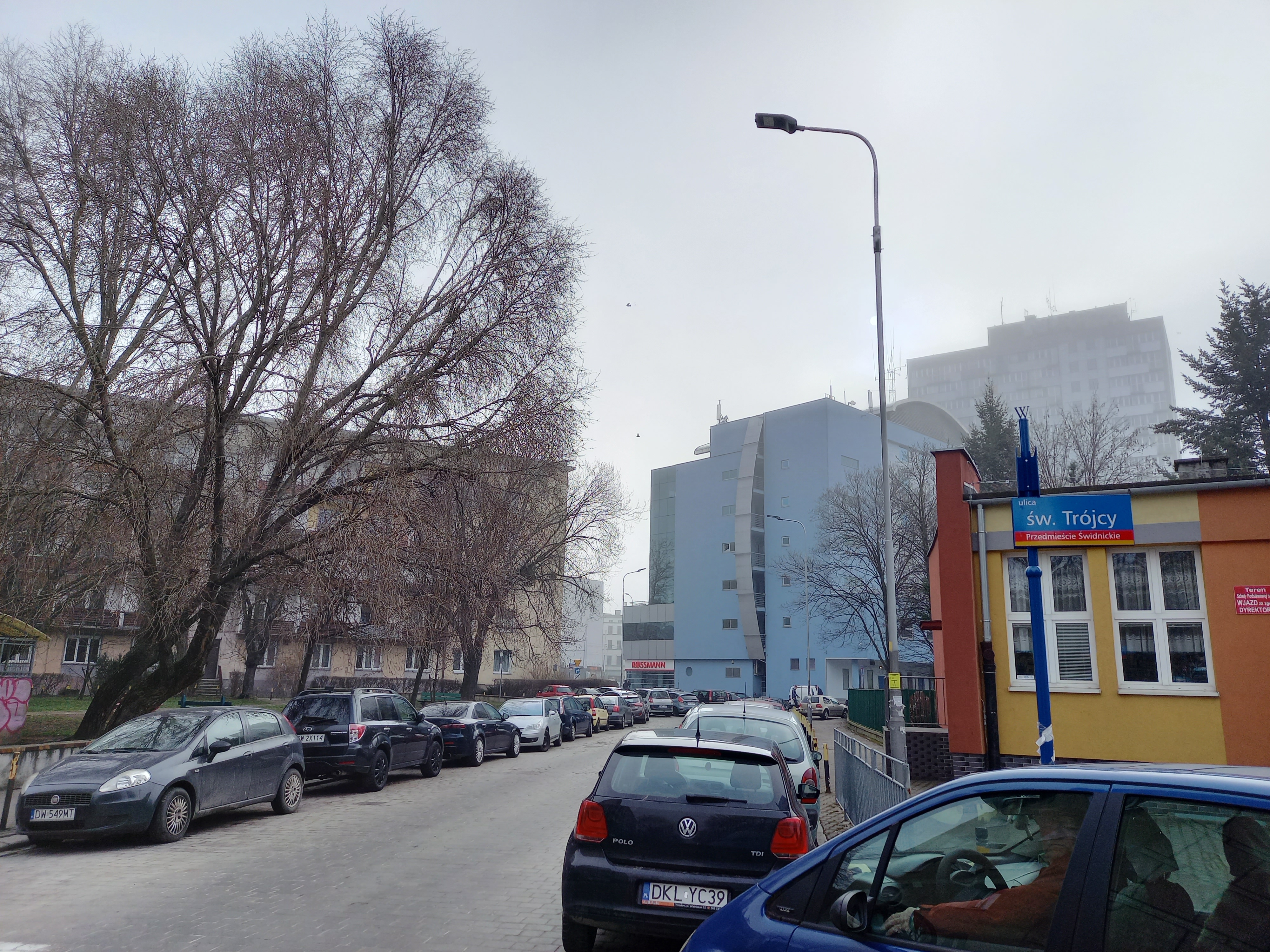
Ul. Iwana Pawłowa, współczesny biurowiec, za nim bud. Lotos

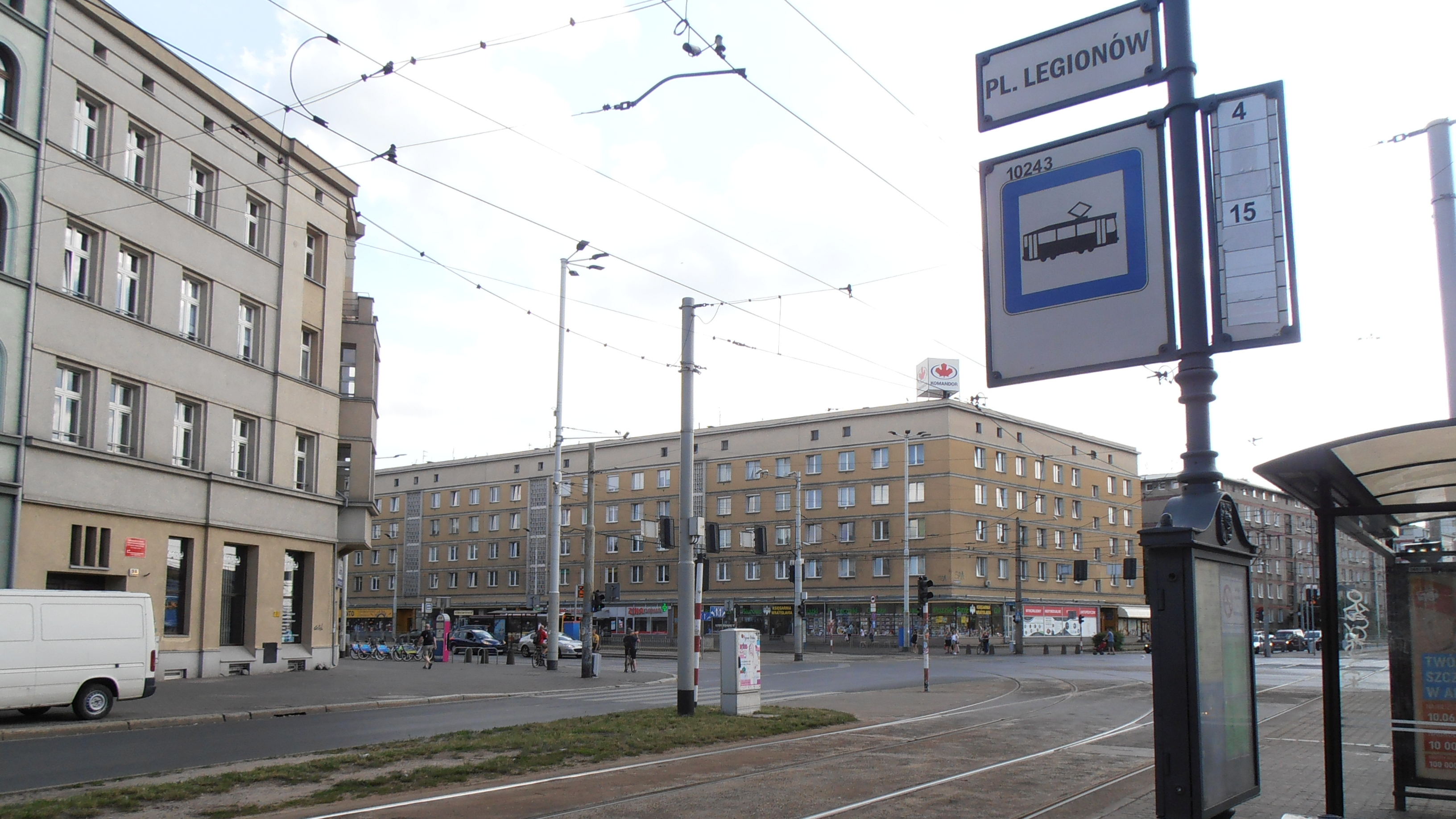
Za skrzyżowaniem budynek pl. Legionów 10-14

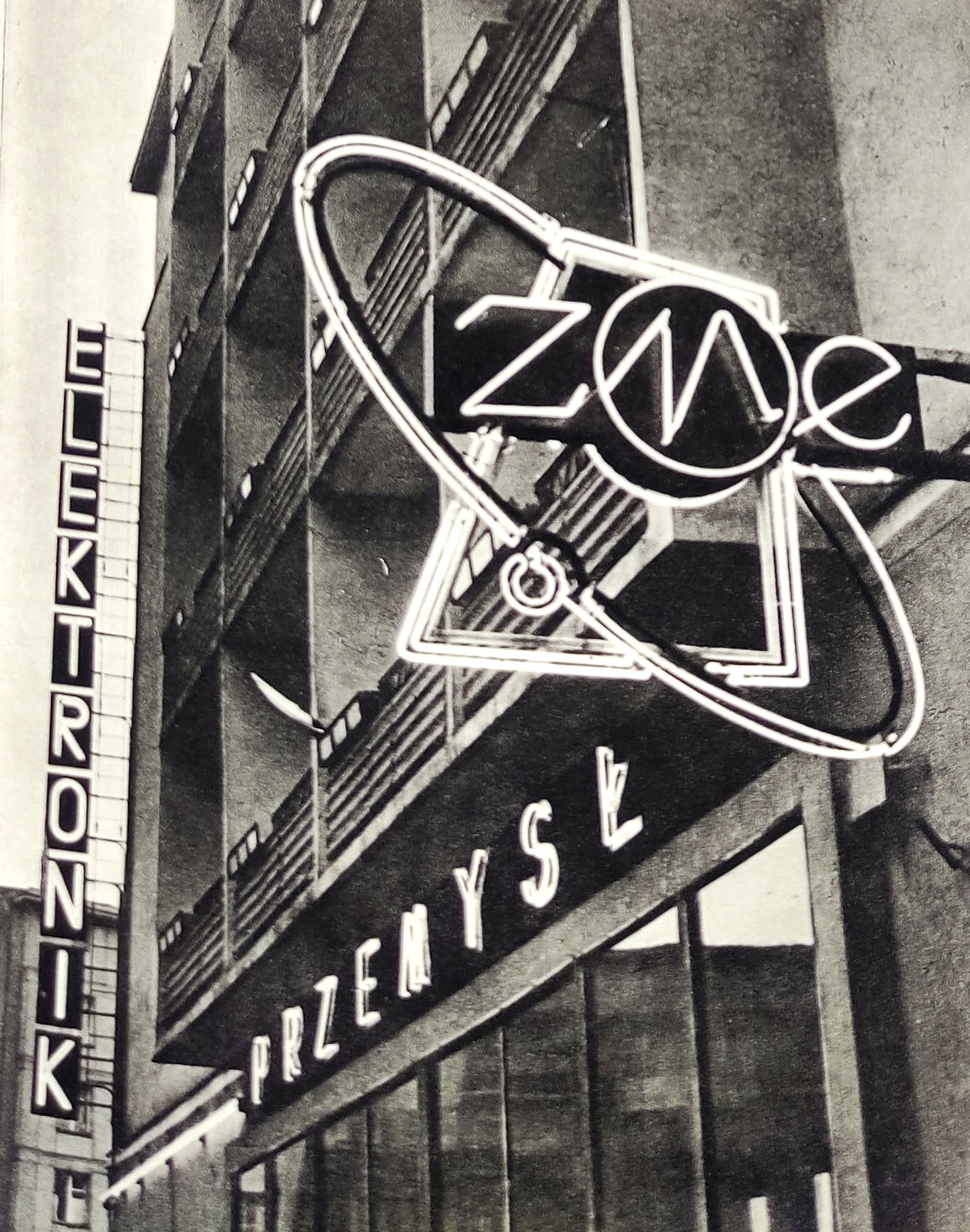
Neony

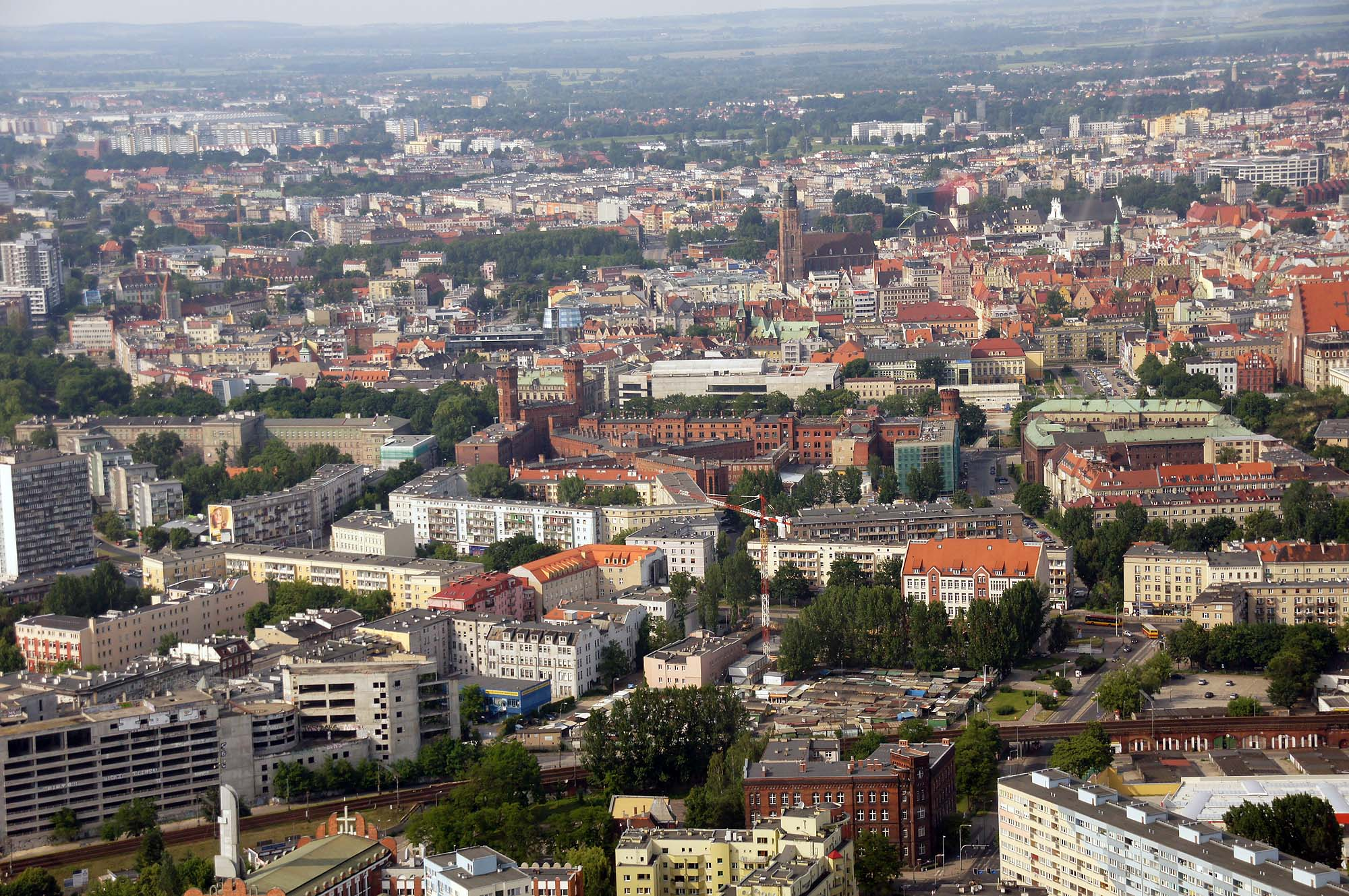
Po lewej Lotos, punktowce i część osiedla wokół pl. Legionów

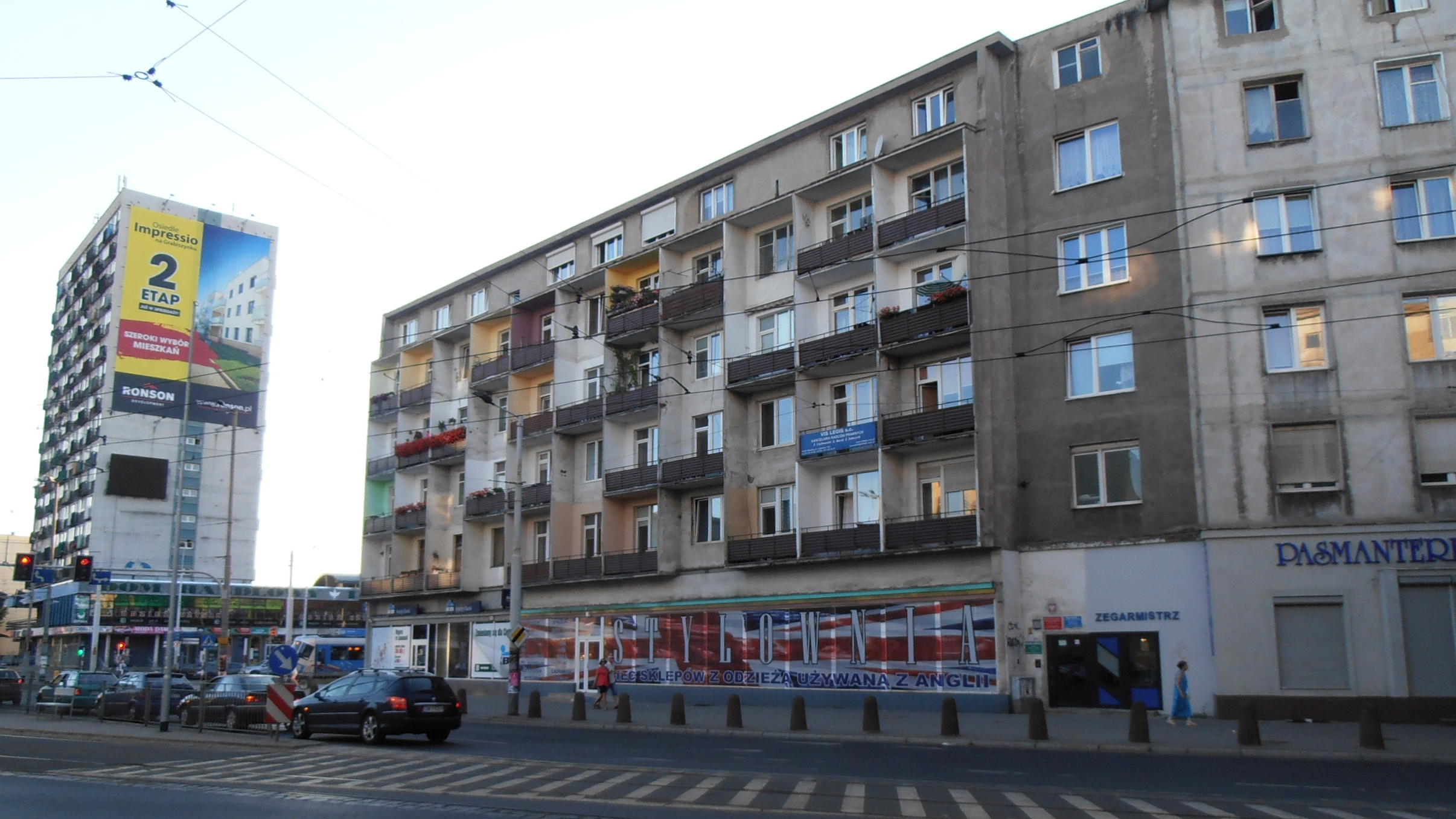
Pl. Legionów 15-17

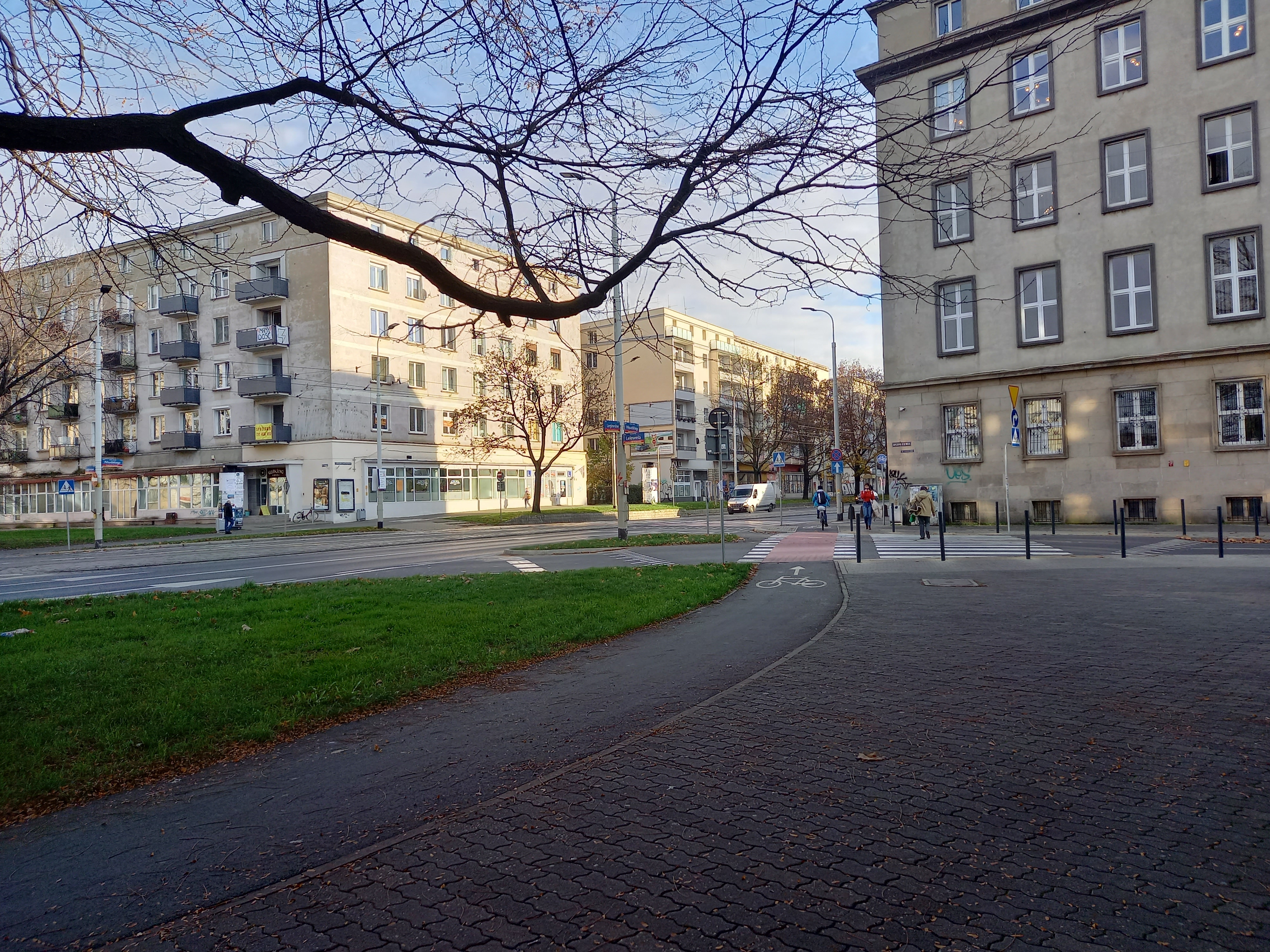
Ul. J. Lelewela, za skrzyżowaniem bud. ul. J. Piłsudskiego 14-16, dalej 18-22

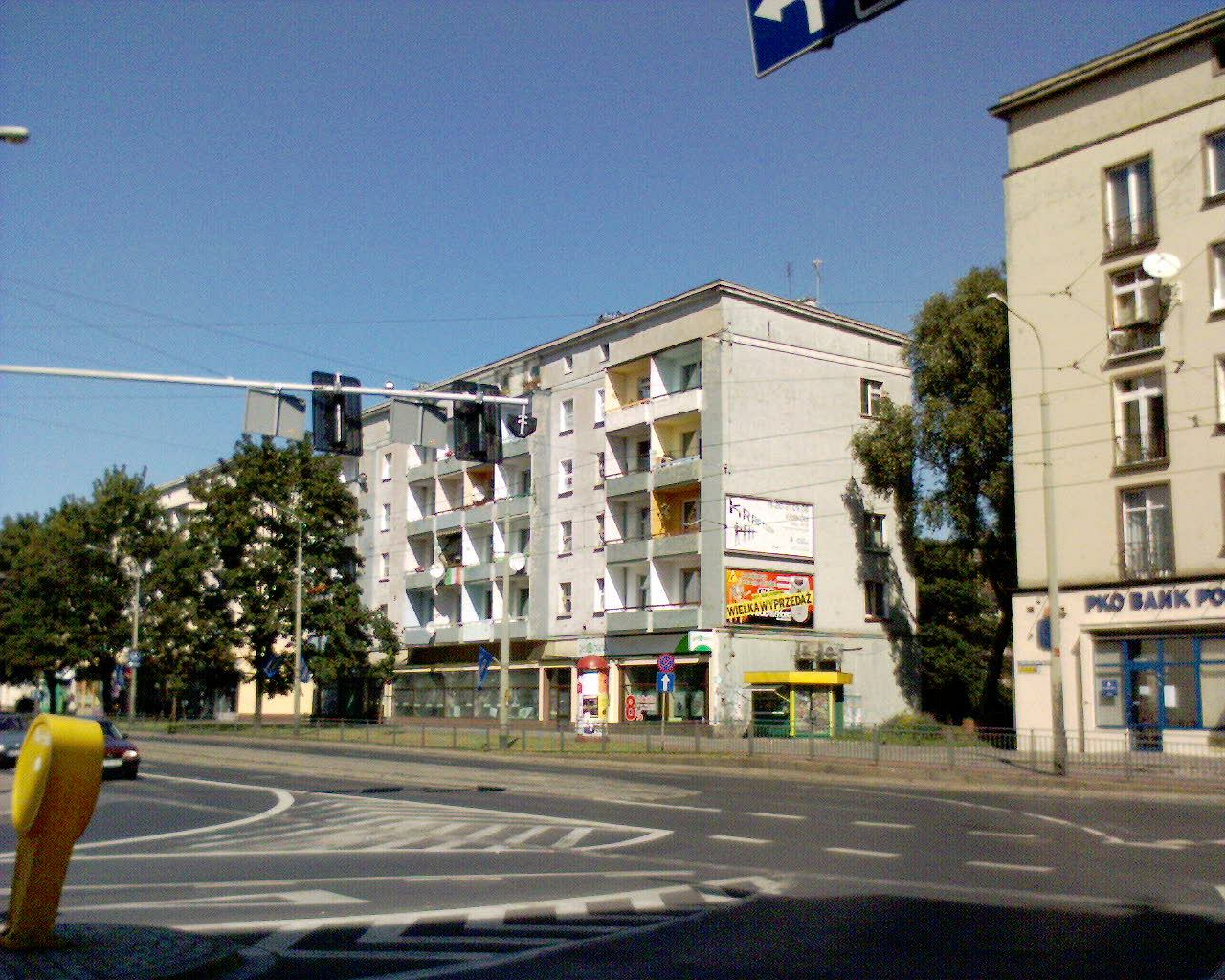
ul. J. Piłsudskiego 24-26, przejście w kier. ul. Muzealnej

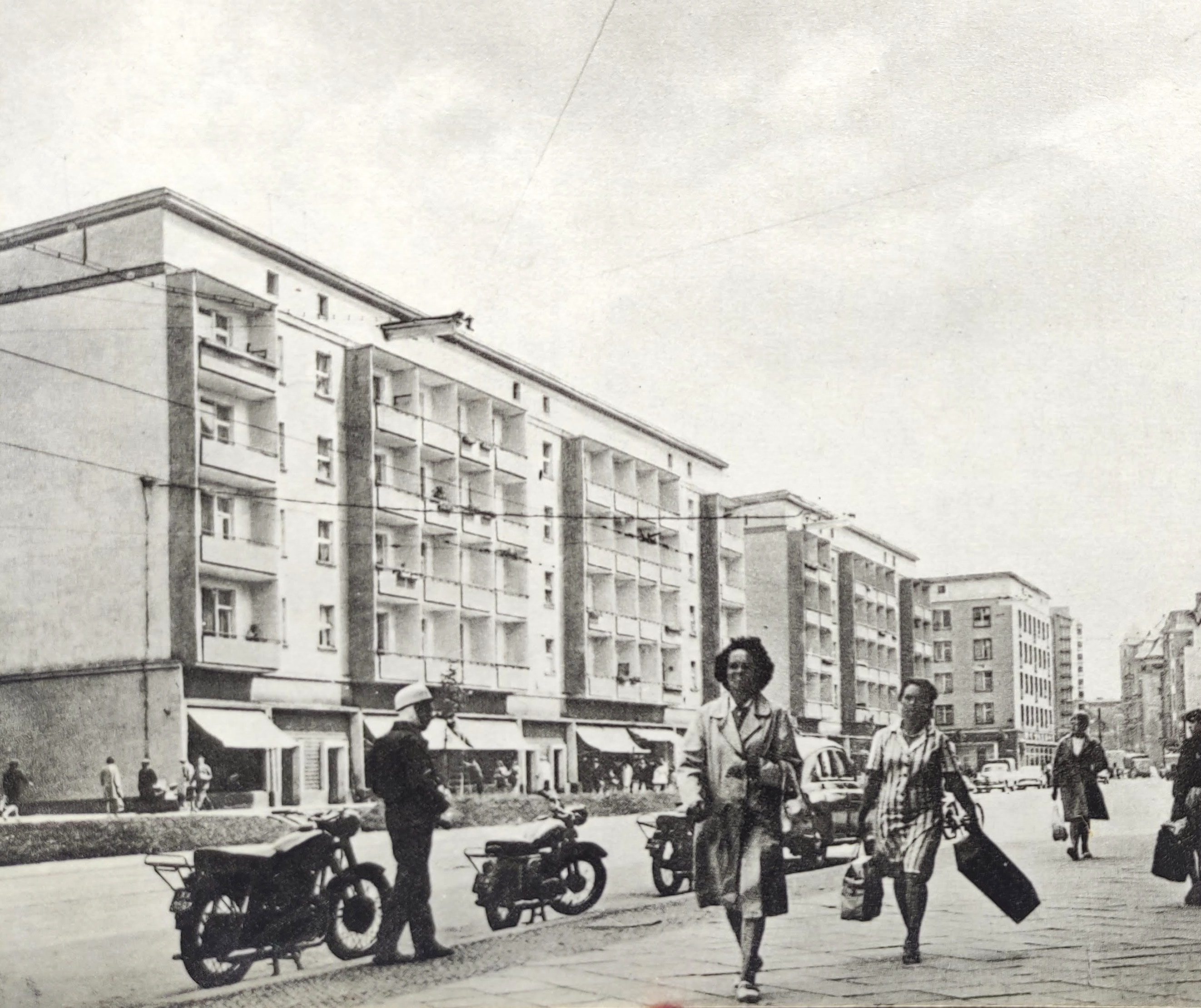
Ul. K. Świerczewskiego (współcześnie ul. J. Piłsudskiego 18-22 i 24-26)

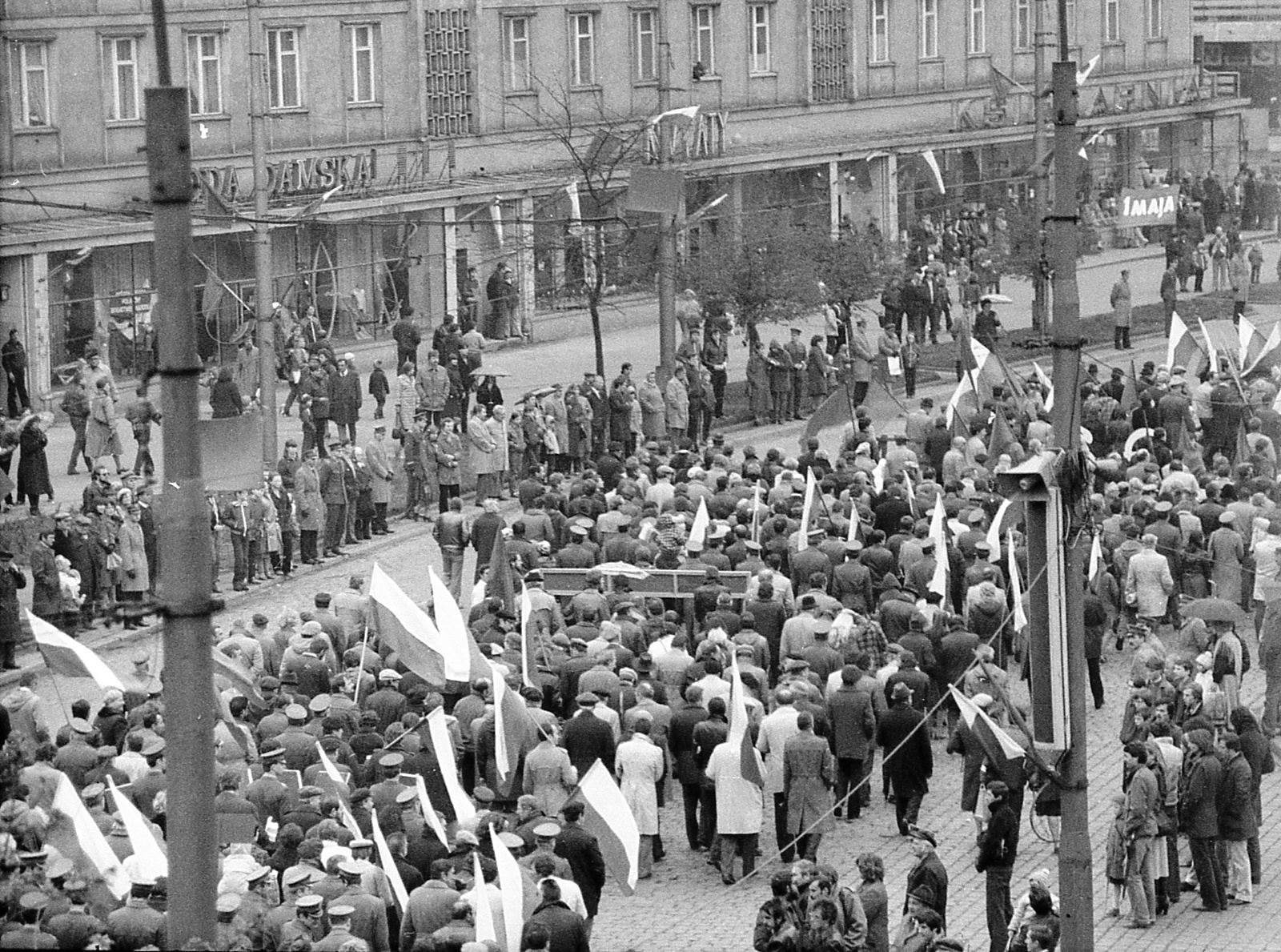
Pochód 1-Majowy na pl. PKWN

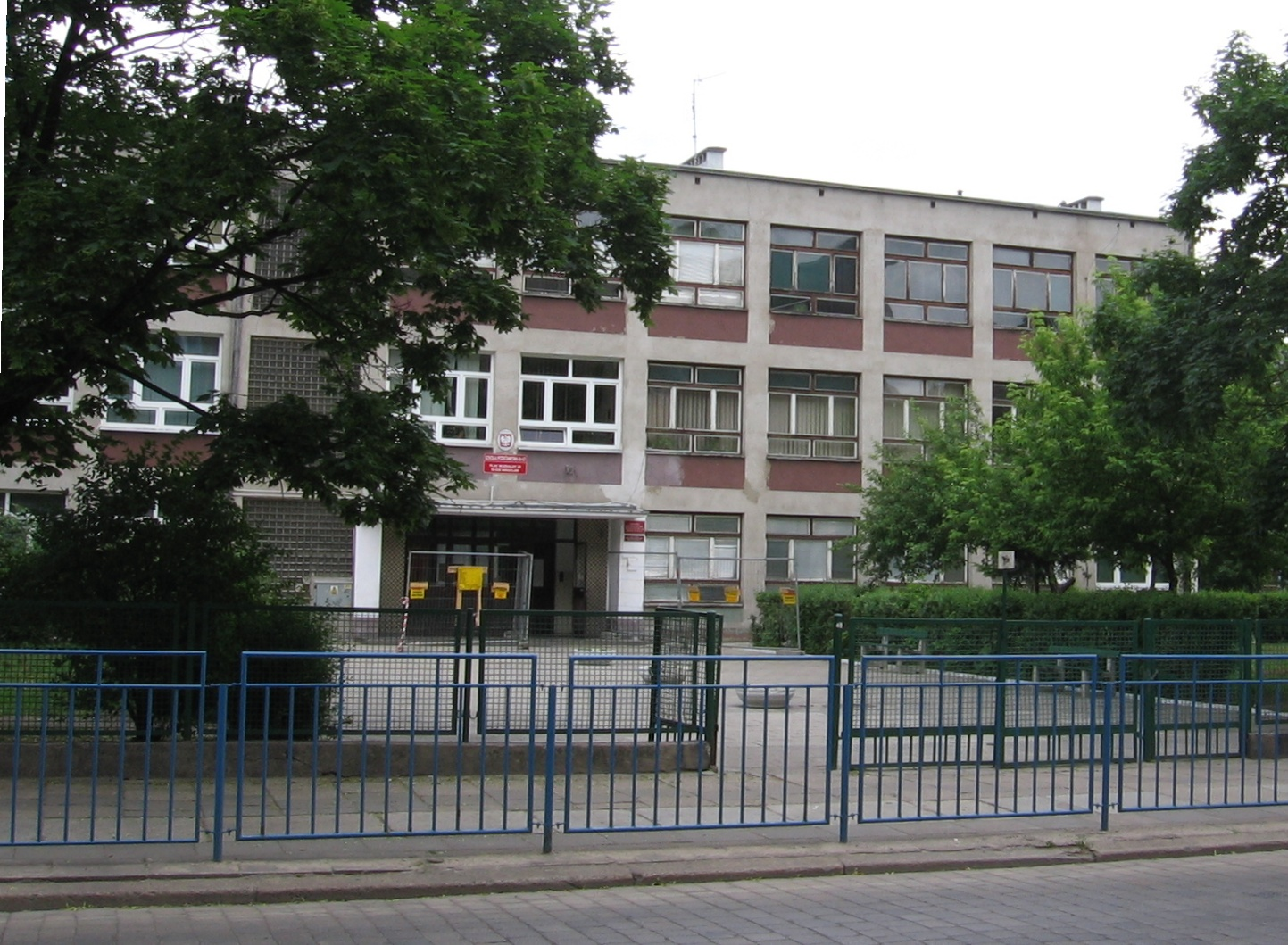
Szkoła przy pl. Muzealnym

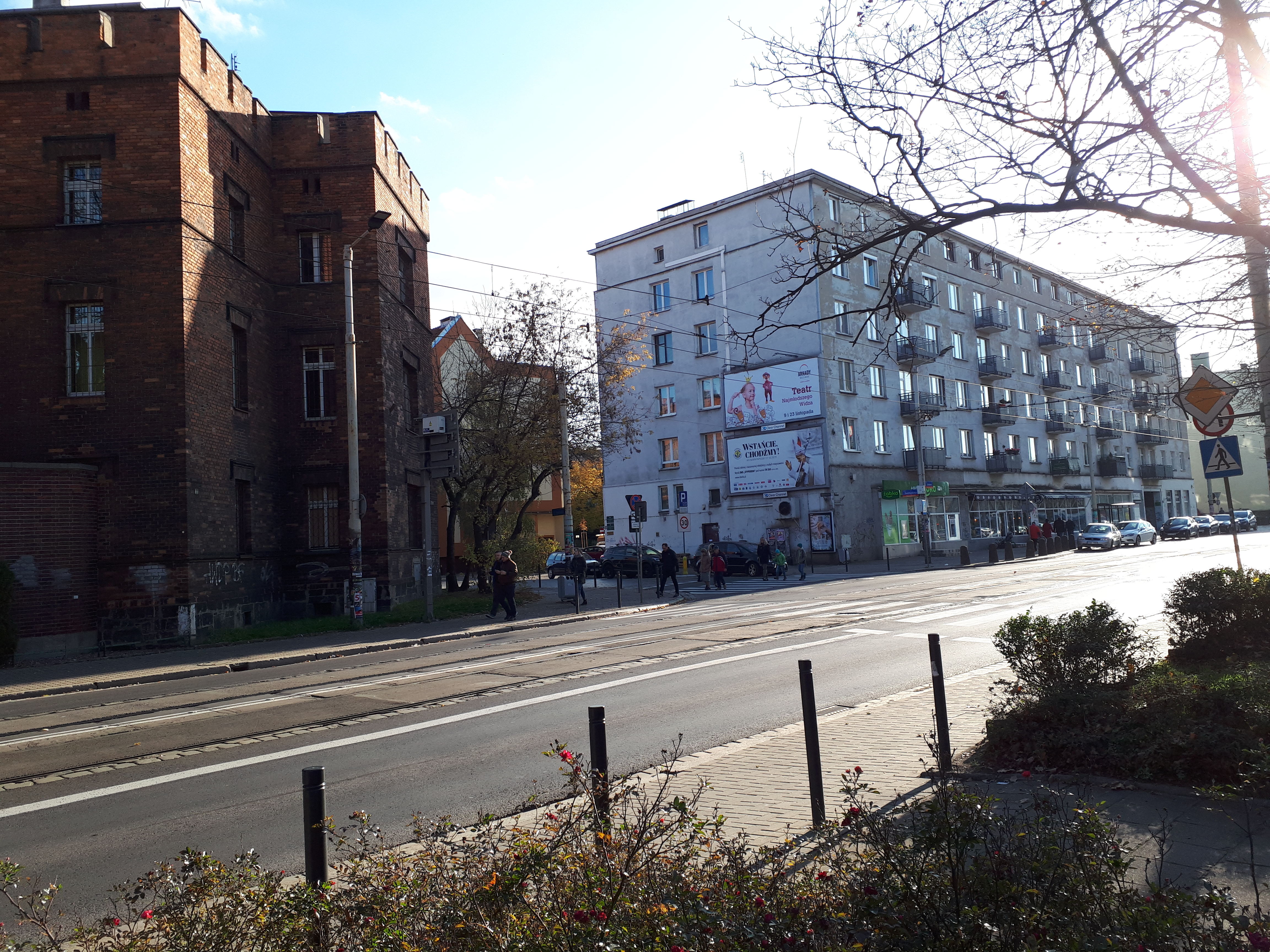
Ul. Sądowa 3-9

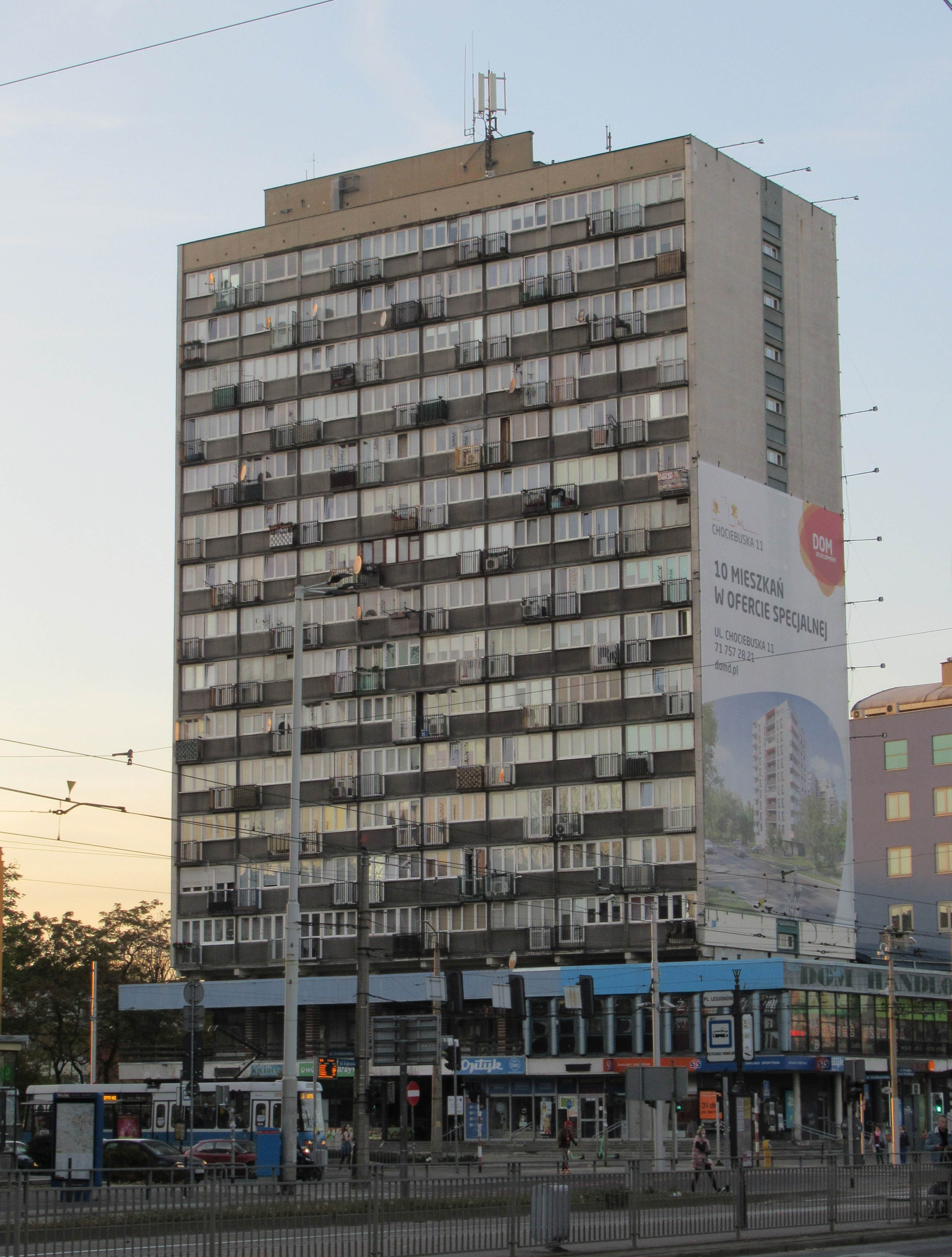
Budynek Lotos

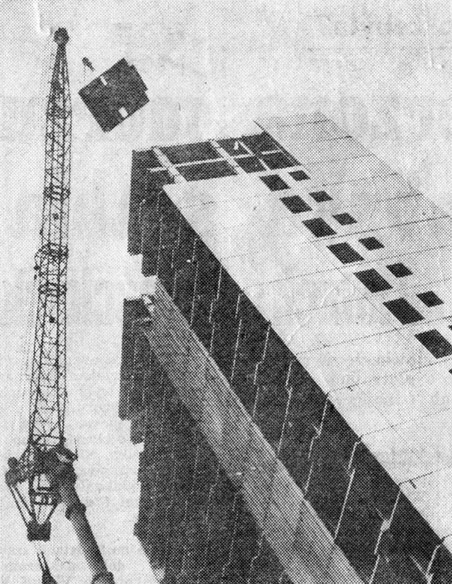
Budowa bud. Lotos

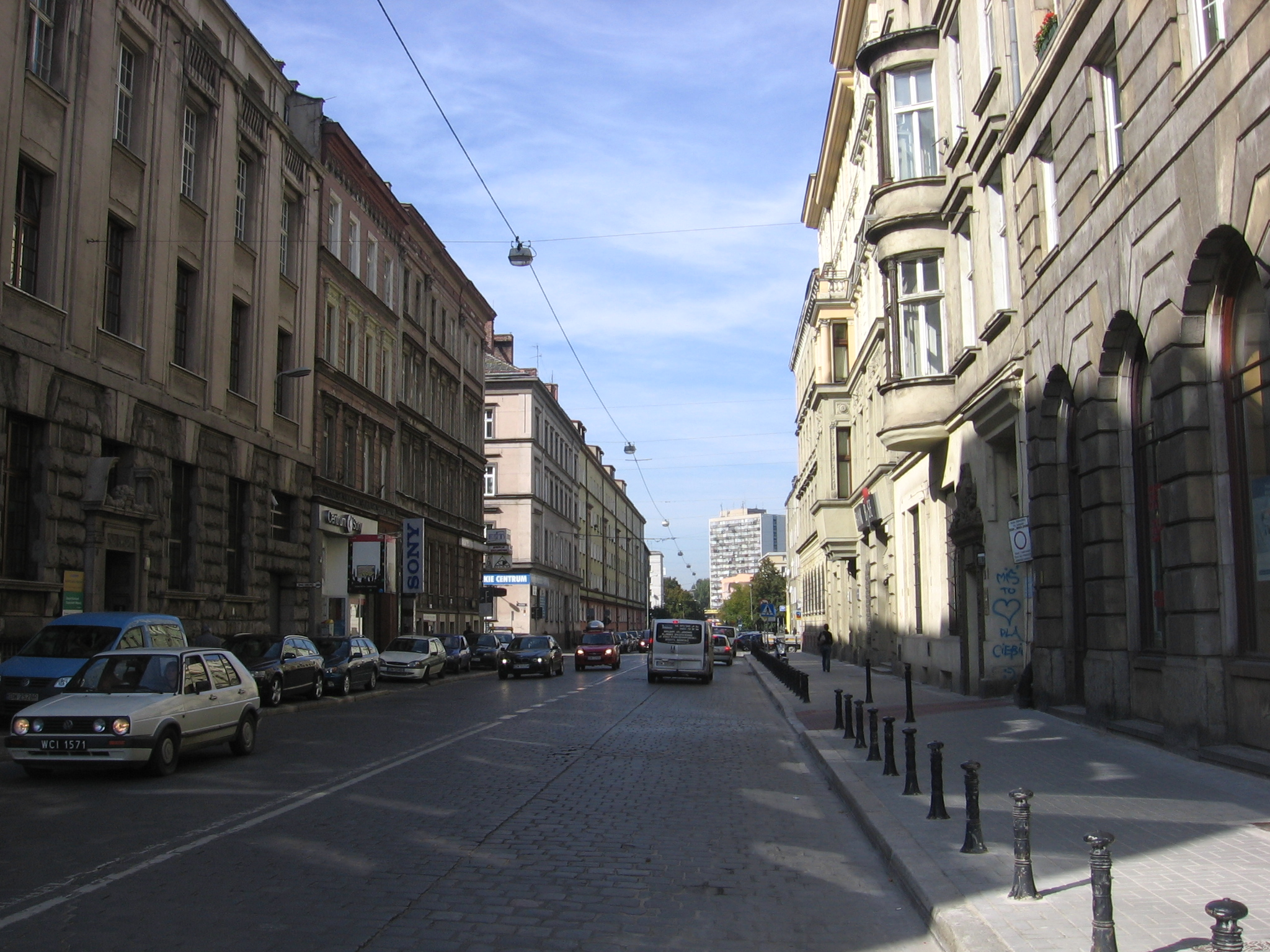
Oś widokowa na bud. Lotos

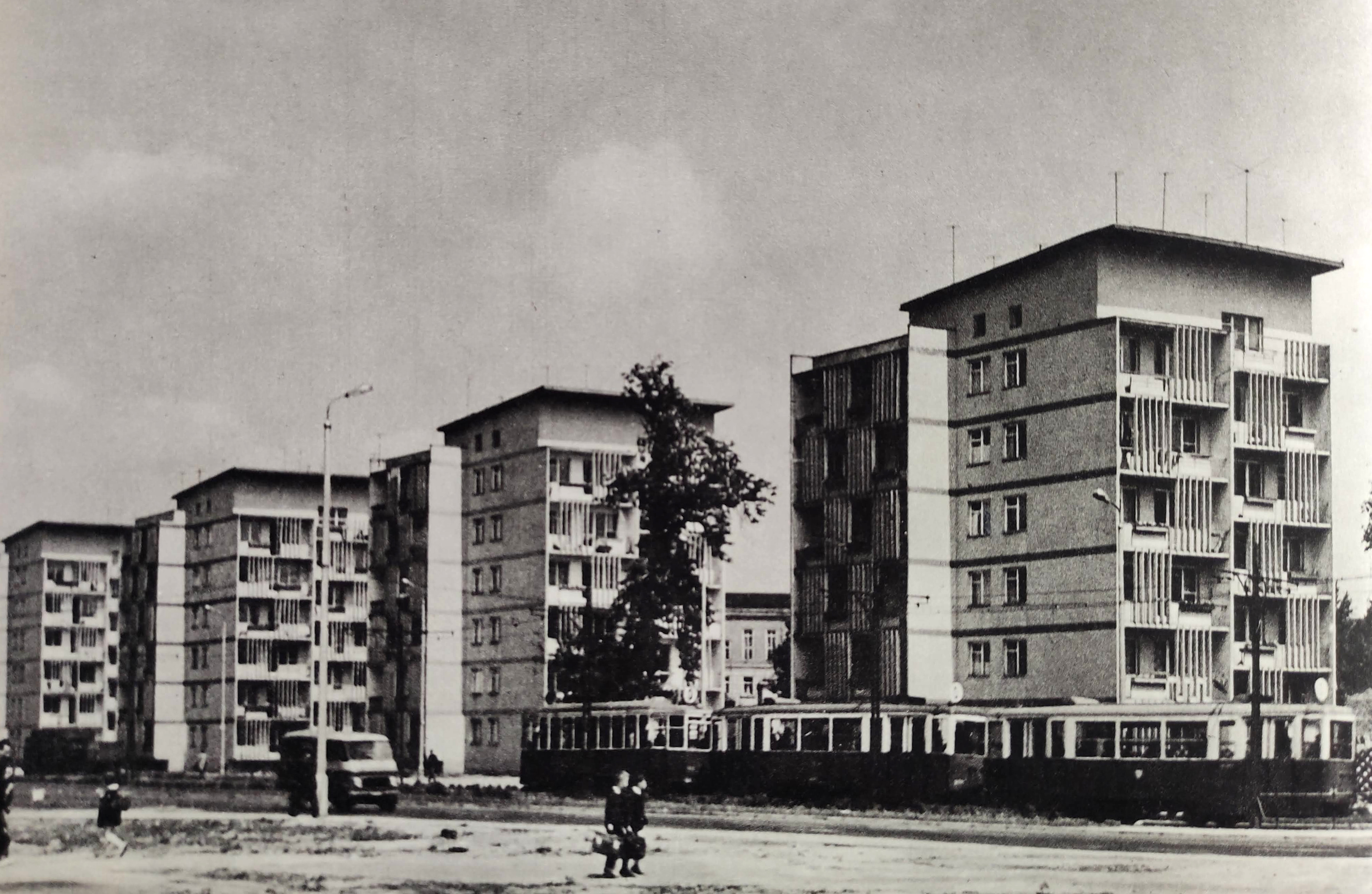
Ul. K. Świerczewskiego (współcześnie ul. J. Piłsudskiego 4, 6, 8, 10)

Osiedle mieszkaniowe Plac PKWN – osiedle mieszkaniowe, z funkcjami usługowymi, zbudowane w drugiej połowie lat 50., w latach 60. oraz na początku lat 70. XX wieku we Wrocławiu. Położone jest w obrębie osiedla Przedmieście Świdnickie. Centralnym elementem układu urbanistycznego osiedla jest plac Legionów, noszący w latach realizacji i późniejszych do 1990 r. nazwę placu PKWN, od którego przyjęto nazwę dla całego zespołu planowanej i zrealizowanej zabudowy. Głównymi osiami komunikacyjnymi są tu ulice Józefa Piłsudskiego, Grabiszyńska i Sądowa, a ich skrzyżowanie jest ważnym węzłem komunikacyjnym. Przy nim położona jest charakterystyczna dominanta architektoniczna w postaci wieżowca Lotos. Zabudowa osiedla obejmuje budynki mieszkalne i mieszkalno-usługowe. Projekt opracowany został w biurze Miastoprojekt Wrocław przez zespół architektów, którym kierował Kazimierz Bieńkowski. Styl architektoniczny zabudowy zaliczany jest już do modernizmu, a budynki zostały zbudowane przy pomocy technologii uprzemysłowionej wielkoblokowej. W swoich założeniach przeznaczona była dla około dziesięciu tysięcy mieszkańców. Dominują pięciokondygnacyjne bloki, a oprócz tego pojedyncze zachowane kamienice oraz wspominany wieżowiec. W ich najbliższym otoczeniu zbudowano także inne obiekty użyteczności publicznej takie jak szkoły, przedszkola, przychodnię, pocztę i pawilony handlowo-usługowe. Część osiedla jako dzielnica mieszkaniowa Plac PKWN zostało uznane za dobro kultury współczesnej. Zbudowany w ramach osiedla zespół budynków mieszkalno-usługowych, tzw. punktowców przy ulicy Józefa Piłsudskiego 4-10 został także objęty ochroną w ramach gminnej ewidencji zabytków.

## Położenie, komunikacja i otoczenie
Zespół zabudowy osiedla mieszkaniowego Plac PKWN położony jest w obrębie osiedla Przedmieście Świdnickie, w dawnej dzielnicy Stare Miasto. Są to obszary zabudowy śródmiejskiej o charakterze wielkomiejskim wchodzące w skład wielofunkcyjnego centrum miasta, przy czym część tego osiedla położona na zachód od ulicy Józefa Piłsudskiego i na północ od ulicy Grabiszyńskiej kategoryzowana jest jako wielkie osiedla blokowe. Omawiany teren leży w dzielnicy urbanistycznej Śródmieście, jednostce urbanistycznej Przedmieścia Świdnickiego i Oławskiego. Teren ten zaliczany jest do centralnego ośrodka usługowego miasta i pasma działalności gospodarczej, a pasmo wzdłuż ulicy Józefa Piłsudskiego i placu Legionów do ulic handlowych.
Plac Legionów, a także plac Orląt Lwowskich i skrzyżowanie ulicy Józefa Piłsudskiego z ulicą Tęczową, Podwale stanowią w ramach przestrzeni publicznych rdzeń ogólnomiejski. Przestrzeniami ogólnomiejskimi są ulice Józefa Piłsudskiego, Grabiszyńska, Sądowa, Joachima Lelewela, plac Muzealny, przejście przez kwartał pomiędzy placem Muzealnym i ulicą Tadeusza Kościuszki łączące ulicę Muzealną z ulicą Tadeusza Zielińskiego oraz ulica Tęczowa do ulicy Iwana Pawłowa. Dalej od niej ulica Tęczowa zaliczana jest do przestrzeni lokalnych.
Układ komunikacyjny obszaru południowego oparty jest na kilku placach, w tym placu Legionów oraz ulicach stanowiących trzon komunikacyjny, obejmujących ulicę Józefa Piłsudskiego i ulicę Grabiszyńską. Skrzyżowanie tych ulic, oraz ulicy Sądowej, określa się jako węzeł komunikacyjny i jako najważniejsze skrzyżowanie w południowo-zachodniej części dawnej dzielnicy Stare Miasto, przez które ulicami Józefa Piłsudskiego i Grabiszyńską przebiegała droga krajowa DK5. Są to drogi zbiorcze. Inne ważne ulice tej kategorii to ulica Sądowa oraz plac Muzealny i dalej ulica Tadeusza Kościuszki, jako ulica śródmiejska. Wszystkie one tworzą korytarze drogowe. Ponadto ulice Józefa Piłsudskiego, Grabiszyńska i Sądowa są głównymi korytarzami tramwajowymi dzięki zbudowanym tu torowiskom tramwajowym . W zakresie transportu zbiorowego plac Legionów ze skrzyżowaniem ulic Józefa Piłsudskiego, Grabiszyńska i Sądowa oraz plac Orląt Lwowskich ze skrzyżowaniem ulic Józefa Piłsudskiego, Podwale i Tęczowej tworzą centralne węzły transportowe z komunikacją autobusową i tramwajową , a wraz położonym przy tym drugim węźle Dworcem Świebodzkim także węzeł miejsko-aglomeracyjny. Teren osiedla klasyfikowany jest według stanu na grudzień 2021 r. jako obszar o wyjątkowo korzystnym dostępie do infrastruktury komunikacyjnej miasta. Oprócz tego wzdłuż ulicy Józefa Piłsudskiego przebiega granica strefy rowerowej centralnej rozciągająca się na wschód i północ, od której wzdłuż ulicy Grabiszyńskiej biegnie główna rowerostrada. Znaczna część zabudowy osiedla współcześnie położona jest przy ulicach i innych drogach włączonych w strefy ograniczenia prędkości do 30 km/h, z wyłączeniem oczywiście wyżej wymienionych ulic i placów.
W otoczeniu zabudowy osiedla znajdują się obiekty użyteczności publicznej i urzędy. Spośród takich budynków i działających w nich instytucji, bezpośrednio sąsiadujących z osiedlem, można wymienić między innymi Dworzec Świebodzki z Teatrem Polskim, Sceną na Świebodzkim, biurowiec Centrum Orląt przy placu Orląt Lwowskich 1, Prokuratura Rejonowa przy ulicy Podwale 27 w budynku dawnych koszar grenadierów, Okręgowa Rada Adwokacka przy ulicy Sądowej 4, żłobek Nr 8 przy ulicy Sądowej 6 (pierwotnie przedszkole), przychodnia przy ulicy Sądowej 8, kompleks zabudowy sądów i aresztu w kwartale ulic Podwale, Muzealna, Świebodzka, Sądowa i plac Muzealny, między innymi z Sądem Okręgowym przy ulicy Sądowej 1 i Sądem Rejonowym przy ulicy Świebodzkiej 5, Urząd Skarbowy Wrocław - Śródmieście przy ulicy Józefa Piłsudskiego 27-29 (ale wcześniej do 2002 r. Zespół Szkół Elektronicznych), Ogólnokształcąca Szkoła Muzyczna przy ulicy Józefa Piłsudskiego 25, dawny budynek filharmonii wrocławskiej przy ulicy Józefa Piłsudskiego 19  , Urząd Komunikacji Elektronicznej oraz Wojewódzki Inspektorat Ochrony Roślin i Nasiennictwa w budynku przy ulicy Józefa Piłsudskiego 15-17, biurowce Temida I i Temida II przy ulicy Tęczowej, stacja paliw przy ulicy Tęczowej 5.

## Nazwy i określenia
W publikacjach można spotkać różne nazwy lub określenia stosowane przez ich autorów dla tej inwestycji i powstałej w wyniku jej realizacji zabudowy, a mianowicie:
- osiedle mieszkaniowe Plac PKWN[14][59]
- osiedle przy placu PKWN[60]
- osiedle przy placu Legionów[61][62][63]
- dzielnica mieszkaniowa Plac PKWN[64][65]
- rejon PKWN[30]
- dzielnica mieszkalno-usługowa[13]
- Plac PKWN[66][67].

## Historia

### Do 1945 r.
Historia terenu, na którym później powstało osiedle mieszkaniowe Plac PKWN, to historia dawnego Przedmieścia Świdnickiego (Schweidnitzer Vorstadt) i południowo-wschodniego fragmentu Przedmieścia Mikołajskiego (Nikolai Vorstadt). W tym miejscu należy jedynie wspomnieć, że obszar ten został włączony do miasta w 1808 r. po rozebraniu fortyfikacji miejskich. Nastąpił wówczas intensywny rozwój i zabudowa tych terenów, także powiązana z powstaniem i rozwojem kolei, w tym budowa stacji i dworca Wrocław Świebodzki w latach 1868-1874. Z czasem sam teren współczesnego osiedla zagospodarowany był przede wszystkim wielkomiejską, kwartałową zabudową kamienicową w układzie pierzejowym. Pośród tej zabudowy urządzono tu plac, który wówczas otrzymał nazwę Sonnenplatz  (jeszcze krótko po wojnie w okresie od 1945 r. do 24.03.1948 r. nosił nazwę placu Słonecznego).
W wyniku działań wojennych prowadzonych w czasie II wojny światowej podczas oblężenia Wrocławia w 1945 r., kiedy to Wrocław został ogłoszony twierdzą, wspominana wyżej zabudowa uległa niemal całkowitemu zniszczeniu. Po wojnie stopniowo teren ten odgruzowano. Powstały w ten sposób wolne tereny, które umożliwiały kreację nowego centrum miasta, z uwzględnieniem zmian zarówno w zakresie ulic oraz transportu jak i zabudowy uwzględniającej nowe tendencje oraz rozwiązania architektoniczno-urbanistyczne, a także nowe funkcje niezbędne w dużym ośrodku miejskim .

### Kontekst historyczny powstania osiedla
Projekt osiedla Plac PKWN jako całości zespołu zabudowy powstał jeszcze w końcowym okresie socrealizmu w 1955 r. (1954 r. ), w pierwszej fazie odbudowy miasta. Oprócz funkcji mieszkalnej miło także w założeniach pełnić funkcje reprezentacyjne i komunikacyjne. Powstał wówczas ogólny plan miasta oraz plany szczegółowe dla wybranych jego części, przy czym dla obszaru południowego śródmieścia taki plan opracował zespół pracujący pod kierunkiem Kazimierza Bieńkowskiego.
Wydarzenia historyczne tamtego okresu sprawiły jednak, że już na przełomie 1956 r. nastąpiła krytyka tego nurtu. Dało to możliwość i impuls dla zwrotu w stronę nowoczesności ukierunkowanej zarówno fascynacją przedwojennym modernizmem jak i tendencjami ogólnoświatowymi, szczególnie podpatrzonymi w Europie Zachodniej i w Stanach Zjednoczonych. Znaczącym wyznacznikiem tej nowoczesności była Karta Ateńska, którą opracowano w latach 30. XX wieku przez C.I.A.M., tj. Międzynarodowy Kongres Architektury Nowoczesnej. Podstawą jej założeń stanowiło zapewnienie mieszkańcom słońca, świeżego powietrza i zieleni, a także stosowanie swobodnej kompozycji urbanistycznej. Stanowiło to wyraźną opozycję zarówno do socrealizmu jak i zwartej zabudowy kreowanej w XIX wieku. Takie nowe podejście i zasady szczególnie mocno ujawniło się pośród młodych architektów, którzy rozpoczęli wówczas pracę w biurach projektów, a byli pierwszym pokoleniem wykształconym już we Wrocławiu .
Należy także zauważyć rozpatrując kontekst powstania tej zabudowy, że w okresie socrealizmu niewiele było znaczących inwestycji we Wrocławiu. Przez lata odgruzowywania miasta dużo odzyskanego materiału, w szczególności cegieł, była wywożona dla potrzeb odbudowy stolicy – Warszawy, oraz Gdańska. Inwestycje mieszkaniowe były znacząco ograniczone, a największą wcześniejszą realizacją nowych, socrealistycznych obiektów mieszkaniowych była Kościuszkowska Dzielnica Mieszkaniowa (KDM). Okres stagnacji spowodowany sześcioma latami socrealizmu przechodził jednak do historii. W omawianym okresie pojawiły się dążenia ukierunkowane na wypełnienie powstałych luk w zabudowie Starego Miasta i zabudowę pustych odgruzowanych przestrzeni znajdujących się na południu i zachodzie od historycznego centrum. Był to także okres kiedy to, także w kontekście Karty Ateńskiej, nastąpiła rezygnacja z historycznych rekonstrukcji i odtwarzania pierzei ulic, w zamian za realizację wyżej wspominanych nowych zasad kształtowana zabudowy osiedli mieszkaniowych oraz dążenie do stworzenia nowego centrum miasta .
Na kanwie tych wydarzeń i zmian pierwotne plany szczegółowe dla tej części miasta uległy korektom. Zachowano jednak zamiar uzupełnienia układu ulic o przedłużenie ulicy Józefa Piłsudskiego (ówcześnie ulica Karola Świerczewskiego) w kierunku Dworca Świebodzkiego w celu bezpośredniego połączenia go z Dworcem Głównym.

### Projektowanie
Projekt osiedla Plac PKWN został opracowany w 1955 r. (1954 r. ) w ramach odbudowy centrum miasta. Powstał w Miastoprojekcie Wrocław, w zespole architektów. Jego pracami kierował Kazimierz Bieńkowski . W publikacjach można znaleźć informację, iż był to pierwszy po wojnie we Wrocławiu projekt zabudowy bez narzuconych uwarunkowań historycznych i formalnych. Dawało to architektom możliwość kreowania nowych wartości. Z założenia oprócz funkcji mieszkalnej dla około dziesięciu tysięcy osób, na osiedlu przy głównych placach i ulicach zaprojektowano w parterach budynków lokale o funkcji hadlowo-usługowej, a także odrębne pawilony mające za zadanie zapewnić odpowiednie usługi dla ludności. Planowano także wyburzenie kilku nielicznych, zachowanych na terenie planowanej inwestycji kamienic, ale ostatecznie do tego nie doszło . Oczywiście projekty poszczególnych obiektów lub elementów architektonicznych oraz projekty realizacyjne powstawały sukcesywnie także w kolejnych latach. Przykładowo dla zespołu punktowców przy ulicy Józefa Piłsudskiego 4-10 projekt wstępny powstał w 1958 r. a projekty realizacyjne w 1959 r..

### Realizacja
Inwestorem dla tej realizacji była Dyrekcja Budowy Osiedli Robotniczych Wrocław-Miasto. Plany budowy osiedla przewidywały dwa etapy realizacji. Pierwszy etap miał obejmować 14 budynków mieszkalnych, które miały powstać w latach 1956-1958, a drugi etap miał obejmować 25 budynków, zaś realizacja miała nastąpić w latach 1958-1962. Terminów tych nie udało się dotrzymać, wprowadzano w projektach zmiany, a ostatecznie ostatni w ramach osiedla budynek mieszkalny powstał w latach 70. XX wieku. Jako pierwszy obiekt w ramach pierwszego etapu powstał eksperymentalny budynek przy placu Muzealnym 8-12. Na bazie przyjętych i sprawdzonych tu rozwiązań, po pewnych modyfikacjach, budowano kolejne budynki tego etapu w rejonie placu Muzealnego i placu Legionów.
Sama realizacja projektowanych obiektów była rozciągnięta w czasie od drugiej połowy lat 50., w latach 60., oraz na początku lat 70. XX wieku (1956-1965), kiedy to zbudowano budynek Lotos. W szczególności można wskazać przybliżone daty powstania różnych obiektów osiedla: budynki przy ulicy Prostej 2-6 i 8-14 w 1958 r., budynki przy Iwana Pawłowa około 1960 r., budynki punktowe przy ulicy Józefa Piłsudskiego 4-10 do 1961 r. (1960 r., cały zespół zabudowy 1960-1971, 1998-1999, 1960–1965 ), zabudowa przy ulicy Sądowej w latach 1961-1964, w tym przychodnia lekarska w 1963 r. (1956-1962), budynek przy Sądowej 10-16 - 1970 r., budynki przy placu Muzealnym w latach 60. XX wieku, budynek mieszkalno-usługowy przy placu Legionów w 1968 r.. Zaś budynek Lotos, ostatni z obiektów osiedla - budowa w latach 1971-1972 (1968 r.).

### Zmiany układu komunikacyjnego
Niewątpliwie z realizacją osiedla powiązane było wytyczenie i budowa nowego odcinka dzisiejszej ulicy Józefa Piłsudskiego (ówcześnie ulica Karola Świerczewskiego), roboczo nazwanego podczas prac ulicą Nowoprojektowaną, przedłużającego tę ulicę w kierunku północnym od ulicy Grabiszyńskiej, Sądowej i placu Legionów (ówcześnie plac PKWN) do ulicy Podwale, Tęczowej i placu Orląt Lwowskich (ówcześnie plac Sergiusza Kirowa), wraz z wydzielonym torowiskiem tramwajowym, zapewniającego znacznie lepszą komunikację z Dworcem Świebodzkim, w tym zapewniało bezpośrednie połączenie tego dworca z Dworcem Głównym. Miało to miejsce w 1961 r.. Ta budowa, oraz powiększenie placu, poszerzenie ulicy i realizacja zabudowy osiedla, spowodowały także zmiany początkowego biegu ulicy Iwana Pawłowa (wcześniej ulicy Słonecznej), która pierwotnie biega od placu Legionów (wcześniej placu Słonecznego – Sonnenplatz, później placu PKWN ). Taki stan rzeczy miał miejsce do wspominanego roku 1961 r.. Zmiany w układzie ulic w tym rejonie objęły także likwidację w 1961 r. odcinka ulicy Świebodzkiej począwszy do ulicy Sądowej do ulicy Tęczowej .
Inną konsekwencją realizacji zabudowy w nowym układzie urbanistycznym w odniesieniu do ulic i placów była zmiana ich parametrów w zakresie wielkości, a w szczególności w zakresie szerokości ulic. Plac został znacząco powiększony, a główne ulice dochodzące do placu, dzięki odsunięciu linii zabudowy w głąb dawnych parceli, wyraźnie poszerzono. Poszerzenie ulic obejmowało nie tylko same drogi i chodniki ale także urządzenie wzdłuż ich przebiegu oddzielających nową zabudowę od dróg kołowych trawników i szpalerów oraz innych nasadzeń zieleni. Także nowy odcinek ulicy zbudowano jako szeroką, dwujezdniową arterię ze szpalerami drzew po bokach i wydzielonym torowiskiem tramwajowym między jezdniami. Analogiczne rozwiązanie zastosowano dla poszerzonej ulicy Grabiszyńskiej. Planowano także rozbiórkę kamienic w obrębie samego placu, choć ostatecznie tego nie zrealizowano . Plany te jednak nie są ostatecznie zarzucone.

### Inne obiekty
Przy ulicy Iwana Pawłowa 15 w 1961 r. została wybudowana szkoła podstawowa, której w grudniu 1964 r. nadano imię Aleksandra Zawadzkiego, przekształcona w późniejszych latach w gimnazjum numer 5. Zaś w 1962 r. oddano do użytkowania szkołę położoną przy ulicy Prostej 16, zbudowaną jako Pomnik Tysiąclecia. Uroczyste otwarcie szkoły nastąpiło 3.09.1962 r., dokonał go profesor Bolesław Iwaszkiewicz. 14.12.1966 r. przyjęto dla niej jako patrona Jana Brzechwę. W 2012 r. utworzono Zespół Szkół nr 7 przy ulicy Iwana Pawłowa 15, a od 2017 r. został on, po likwidacji gimnazjum, przekształcony w szkołę podstawową nr 97 przy ulicy Prostej 16 . Można także tu zaznaczyć, że w miejscu tym znajdowało się przed wojną König-Wilhelms Gimnasium.
Na placu Muzealnym około 1960 roku rozebrano pozostałości budynku zniszczonego muzeum – Śląskie Muzeum Sztuk Pięknych zbudowane w latach 1875-1880, a w jego miejscu wybudowano budynek szkolny. Szkoła podstawowa nr 67 funkcjonuje tu od 1969 r., a współcześnie budynek użytkuje zespół szkolno-przedszkolny, który oprócz szkoły podstawowej obejmuje przedszkole nr 30 "Bajlandia".

### Realizacje późniejsze
Późniejsze realizacje w obrębie osiedla obejmowały między innymi dwa nowe pawilony handowo-usługowe po wschodniej stronie ulicy Józefa Piłsudskiego w obrębie zespołu budynków mieszkalno-usługowych - tzw. punktowców. Był to pawilon nr 4a, zbudowany przy ulicy Józefa Piłsudskiego 4a w latach 1998-1999 oraz pawilon nr 8a, zbudowany przy ulicy Józefa Piłsudskiego 8a w latach 1998-1999, położone w lokalizacjach planowanych już na pierwotnym etapie projektowania tego zespołu zabudowy. Powstał także budynek poczty, który współcześnie nie istnieje .
W 1999 r. oddano do użytkowania w obrębie zabudowy osiedla pomiędzy budynkiem Lotosu a ulicą Iwana Pawłowa i budynkiem przy ulicy Józefa Piłsudskiego 7-11, biurowiec Asco Business Centre. Adres obiektu to ulica Józefa Piłsudskiego 13. Ponadto kwartał zabudowy osiedla w obrębie ulic: Sądowej i Świebodzkiej oraz placów: Muzealnego i Legionów został domknięty budową budynku przy ulicy Świebodzkiej 2-6, tworzącego jego południową pierzeję, a domykającego wnętrze międzyblokowe od północy. Pośród zabudowy osiedla zbudowano także jednokondygnacyjne, naziemne zespoły garaży jednostanowiskowych.

## Projektanci
Jak wyżej wspomniano pracami zespołu architektów projektujących zabudowę osiedla kierował Kazimierz Bieńkowski . Oprócz niego w skład zespołu weszli: Ewa Cieszyńska, Henryk Chorążak, Tadeusz Izbicki, Konrad Jarodzki, Izabela Jakuszko, Bogna Klimczewska, Kazimierz Klimczewski, Stanisław Prymon, Zofia Wadowska i Juliusz Wadowski. Oczywiście poszczególne budynki miały swoich głównych autorów. I tak można wymienić między innymi, że projektantem budynków punktowych przy ulicy Józefa Piłsudskiego 4-10 był Konrad Jarodzki  , projektantami budynku mieszkalno-usługowego przy ulicy Sądowej byli Bogna Klimczewska i Kazimierz Klimczewski, projektantką budynek mieszkalno-usługowego przy placu Legionów była Ewa Cieszyńska, projektantem budynku mieszkalno-usługowy przy ulicy Grabiszyńskiej oraz szkoły podstawowej przy ulicy Prostej był Tadeusz Izbicki. Konrad Jarodzki i Henryk Chorążak zajmowali się również projektowaniem wnętrz lokali handlowo-usługowych położonych w obrębie planowanego osiedla. Pawilon przy ulicy Józefa Piłsudskiego 2a projektowała Mirosława Gładysiewicz (konstrukcja B. Śpiewak; neon Spółdzielni Turystyczno-Wypoczynkowej "Gromada" z 1973 r. Ryszard Woźniak; wnętrza 1974 r. – Kazimierz Myśliwski, Helena Szubert). A ponadto pośród projektantów obiektów osiedla, ale powstałych w latach 90. XX wieku, wymieć należy Krystiana Hauzę, który projektował pawilon przy ulicy Józefa Piłsudskiego 4a i Andrzeja Łukaszewicza, który z kolei projektował pawilon przy ulicy Józefa Piłsudskiego 8a.

## Układ urbanistyczny
Jak wyżej podano centralnym elementem układu urbanistycznego osiedla jest plac Legionów, od którego odchodzą główne osie komunikacyjne, tj. ulica Józefa Piłsudskiego, Grabiszyńska i Sądowa, a ponadto ulica Tadeusza Kościuszki poprzez plac Muzealny. W obrębie tego układu przebiegają także inne ulice o mniejszym znaczeniu komunikacyjnym, tj. ulica Tęczowa, Prosta, Iwana Pawłowa, Świętej Trójcy, Joachima Lelewela, Świebodzka. Sam plac ma regularny plan i otoczony jest zabudową obrzeżną.
Prace koncepcyjne i projektowanie osiedla rozpoczęto jeszcze w okresie obowiązywania doktryn socrealizmu. Jednak zmiany jakie nastąpiły w obozie socjalistycznym sprawiły, iż do już wykreowanych rozwiązań wprowadzono zmiany oparte na koncepcjach modernistycznych, przy czym pewne ślady pierwotnych założeń nadal pozostały zachowane i są dostrzegalne. Dotyczą one między innymi układu zabudowy osiedla, a dotyczą w tym przypadku przede wszystkim liniowych, pierzejowych lokalizacji budynków wzdłuż ulic i placu. Odstępstwem od tych założeń jest jedynie układ grzebieniowy zabudowy po południowej stronie ulicy Tęczowej, gdzie budynki jednak zostały połączone niskimi pawilonami handlowo-usługowymi, które oddzielają wnętrza międzyblokowe od ulicy oraz całkowicie odmienny układ zabudowy punktowców przy ulicy Józefa Piłsudskiego i budynek Lotos . W układach liniowych wprowadzono jednak prześwity między budynkami ułatwiające przewietrzanie i doświetlenie wnętrz międzyblokowych.
Obecnie uznaje się, że tereny te mają czytelny, zdefiniowany układ kompozycyjny. Dominujące są geometryczne, liniowe i kwartałowe układy zabudowy z wyjątkiem punktowo ukształtowanych układów przy ulicy Józefa Piłsudskiego, od ulicy Podwale do ulicy Sądowej, po stronie wschodniej i punktowego wieżowca z poszerzoną podstawą przy głównym skrzyżowaniu , tj. budynku Lotos, stanowiącego lokalną dominantę  i akcent wysokościowy . Kompozycję zabudowy blokowej określa się jako luźną, o swobodnych układach i dużej liczbie wewnątrz międzyblokowych, w ramach których wytyczono liczne przejścia przez podwórza ułatwiają komunikację pieszą. W obrębie osiedla oprócz zieleńców urządzono liczne place zabaw dla dzieci .
Zespół zabudowy budynków punktowych i pawilonów handlowo-usługowych przy ulicy Józefa Piłsudskiego 2-10 został zaprojektowany w odmiennym, wyróżniającym się od reszty osiedla układzie urbanistycznym. Zastosowano tu układ rozluźnionej zabudowy naprzemiennie rozlokowanych, punktowych, wyższych budynków mieszkalnych oraz punktowych, niższych pawilonów handlowo-usługowych, tworzący specyficzny rytm przestrzenny, bardzo charakterystyczny dla powojennej urbanistyki modernistycznej. Rozmieszczenie tych budynków zostało dobrane pod względem kompozycyjnym na zasadzie kontrastu. Budynki mieszkalne są cofnięte w głąb kwartału względem linii zabudowy pawilonów. W ten sposób ukształtowana pierzeja wschodnia tego odcinka ulicy Józefa Piłsudskiego stała się znacznie bardziej urozmaicona oraz efektowna dzięki wprowadzeniu w niej światłocienia, szczególnie w stosunku do przeciwległej pierzei zachodniej opartej na typowym rozwiązaniu dwóch wieloklatkowych budynków liniowych położonych wzdłuż ulicy. Takie uskokowe położenie zabudowy z cofnięciem budynków mieszkalnych umożliwiło także wprowadzenie zielenie izolującej od drogi o dużym natężeniu ruchu . Teren tej zabudowy wraz z zielenią i innym zagospodarowaniem terenu zajmuje obszar około 1,2 ha. Przerwał on tradycyjną, pierzejową zabudowę ulicy Józefa Piłsudskiego .
Według koncepcji powstałych w pierwszej połowie lat 50. XX wieku dla tzw. dzielnicy południowej, centralnym elementem układu urbanistycznego miał być plac Tadeusza Kościuszki. Założenia urbanistyczne przewidywały wykreowanie i zachowanie dwóch osi widokowych zakończonych wieżowcami. Jednym z nich, dla kierunku zachodniego, wzdłuż ulicy Tadeusza Kościuszki i placu Muzealnego, miał być wieżowiec położony przy placu PKWN (obecnie plac Legionów). Po wybudowaniu budynku Lotos, stał się on takim domknięciem widokowym na tej osi .

## Zabudowa
Zabudowa osiedla położona jest w kilku wspominanych kwartałach, w następującym układzie:
- kwartał zabudowy zawarty pomiędzy ulicami: Józefa Piłsudskiego, Grabiszyńską, Prostą, Tęczową i placem Orląt Lwowskich (przecięty ulicami Iwana Pawłowa i Świętej Trójcy): znajduje się tu niemal wyłącznie zabudowa powstała w ramach budowy osiedla Plac PKWN[128][131][132][133][134][135][136] (z wyjątkiem jednej zachowanej kamienicy przy ulicy Tęczowej 6[137] i współczesnego biurowca przy ulicy Józefa Piłsudskiego 13[14][120]); są to następujące budynki:
  - przy ulicy Tęczowej: 2, 4, 4a (mieszkalno-usługowy), 8, 10, 12 (mieszkalny), 14, 16, 18 (mieszkalny), 20, 22 (pawilony handlowo-usługowe), 24, 26, 28 (mieszkalny), 30-32 (pawilon handlowo-usługowy)[128][131],
  - przy ulicy Prostej: 2, 4, 6 (mieszkalny), 8, 10, 12, 14 (mieszkalny), 16 (szkoła)[73][103][128][132],
  - przy ulicy Iwana Pawłowa: 1, 3, 5 (mieszkalny), 7, 9, 11, 13 (mieszkalny), 2, 4, 6 (mieszkalny)[128][133], 6a (przedszkole)[128][133][138], 8, 10, 12, 14 (mieszkalny), 15 (szkoła)[105] [128][133],
  - przy ulicy Józefa Piłsudskiego: 1, 1a, 3, 3a, 5 (mieszkalny), 7, 7a, 9, 9a, 11 (mieszkalny)[128][134],
  - przy ulicy Grabiszyńskiej: 9 (mieszkalno-usługowy – budynek Lotos)[95][128][135], 11, 13, 15, 17, 19, 21, 23 (mieszkalny)[128][135],
- kwartał zabudowy zawarty pomiędzy ulicami: Józefa Piłsudskiego, Podwale i Sądowa: zabudowa osiedla znajduje się po stronie południowej (budynek biurowo-usługowego przy ulicy Józefa Piłsudskiego 12 powstał później w miejscu zburzonego budynku poczty), część północną w rejonie ulicy Podwale zajmuje inna zabudowa[128][134][139][140]; tu położone są następujące budynki:
  - przy ulicy Józefa Piłsudskiego: 2 (pawilon handlowo-usługowy), 4 (mieszkalny), 4a (pawilon handlowo-usługowy), 6 (mieszkalny), 6a (pawilon handlowo-usługowy), 8 (mieszkalny), 8a (pawilon handlowo-usługowy), 10 (mieszkalny), 8a (pawilon handlowo-usługowy)[88][128][134][141],
  - przy placu Legionów: 15, 16, 17 (mieszkalno-usługowy)[128][140],
  - przy ulicy Sądowej: 6 (żłobek)[37][128][139], 8 (przychodnia)[72][128][139], 10, 12, 14 (mieszkalno-usługowy)[72][91][128][139],
- kwartał zabudowy zawarty pomiędzy ulicami: Sądową, Świebodzką, oraz placami: Muzealnym i Legionów: początkowo znajdowała się tu wyłącznie zabudowa osiedla, później powstał także budynek wzdłuż ulicy Świebodzkiej[128][139][140][142]; budynki osiedla mieszkaniowego Plac PKWN w tym kwartale to:
  - przy ulicy Sądowej: 3, 5, 7, 9 (mieszkalno-usługowy)[128][139],
  - przy placu Legionów: 1, 2, 3, 4, 5, (mieszkalno-usługowy), 6 (mieszkalny)[128][140][93],
  - przy placu Muzealnym: 3, 4, 5, 6, 7 (mieszkalny)[128][142],
- kwartał zabudowy zawarty pomiędzy ulicą Józefa Piłsudskiego oraz placami: Muzealnym i Legionów, a także po stronie wschodniej nienazwanego przejścia łączącego ulicę Muzealną z ulicą Tadeusza Zielińskiego: znajduje się tu tylko zabudowa osiedla[128][134][140][142]; są to następujące budynki:
  - przy placu Muzealnym: 8, 9, 10, 11, 12 (mieszkalny)[128][142],
  - przy placu Legionów: 7, 8 (mieszkalno-usługowy)[128][140],
  - przy ulicy Józefa Piłsudskiego: 14, 16 (mieszkalno-usługowy), 18, 20, 22 (mieszkalno-usługowy), 24, 26 (mieszkalno-usługowy)[128][134],
- kwartał zabudowy zawarty pomiędzy ulicami: Joachima Lelewela, Kolejową, Prostą, Grabiszyńską oraz placem Legionów (i jezdnią w ciągu ulicy Józefa Piłsudskiego): zabudowa osiedla znajduje się po stronie północno-zachodniej i północno-wschodniej tego kwartału jako pierzeje ulicy Grabiszyńskej, placu Legionów oraz na krótkim odcinku ulicy Joachima Lelewela[128][135][140][143]; tu położone są następujące budynki:
  - przy ulicy Joachima Lelewela: 1 (mieszkalny)[128][143],
  - przy placu Legionów: 9, 10, 11, 12, 13, 14 (mieszkalno-usługowy)[128][140],
  - przy ulicy Grabiszyńskiej: 2 (mieszkalno-usługowy), 4, 6, 8, 10 (mieszkalny), 12, 14 16 (mieszkalny)[128][135].

## Architektura i aspekty budowlane

### Technologia wykonania budynków wieloklatkowych
Było to pierwsze osiedle we Wrocławiu, dla którego do budowy zasadniczej części budynków wykorzystano technologię uprzemysłowioną wielkoblokową, opartą na 120 elementach blokowych, prefabrykowanych. Były one produkowane masowo i montowane na placu budowy . W tamtym czasie była to technologia nowa, dopiero wprowadzana do użycia. Prefabrykaty wykonane były z gruzobetonu lub betonu o jednofrakcyjnym kruszywie, a także żwirobetonowe i żużlobetonowe. Do wykonywania stropów w budynkach stosowano kanałowe płyty prefabrykowane.

### Architektura
Architektura powstałych w ramach osiedla obiektów określana jest jako modernistyczna, z początków tego nurtu w powojennej Polsce i w szczególności we Wrocławiu. Wskazuje się także na wykorzystanie do kształtowania budynków abstrakcyjnego detalu . W niektórych publikacjach można znaleźć informację, analogiczną jak w przypadku układu urbanistycznego, o wyraźnie dostrzegalnych zaszłościach architektonicznych pochodzących z okresu realizmu socjalistycznego występujących w mieszkalnych budynkach liniowych dominujących w zabudowie osiedla. Jest to przyczynkiem do opinii, iż osiedle PKWN jest swoistym skrzyżowaniem modernizmu i socrealizmu. Pośród elementów budynków wywodzących się ze starego, właśnie zarzucanego nurtu realizmu socjalistycznego wymienia się między innymi ich zwieńczenia historyzującymi gzymsami , czy tradycyjne ściany fasadowe o okienno-filarowym charakterze elewacji tkwiącym korzeniami głęboko w tradycji, ale wynikającym z konstrukcji budynków, w której pełnią rolę ścian nośnych. W budynkach stosowano przy mieszkaniach loggie lub balkony. Ze względu na ograniczoną liczbę standardowych elementów prefabrykowanych, architektura budynków zbudowanych w ramach osiedla jest mało zróżnicowana. Wyjątkiem są odrębnie projektowane punktowce, zarówno w zespole zabudowy jak i wieżowiec Lotos. W budynkach punktowych zespołu zabudowy został odpowiednio ukształtowany układ konstrukcji, który uwalniał część ścian od funkcji nośnej, umożliwiał bardziej swobodne kształtowanie architektury obiektu. Na budynkach przy lokalach handlowo-usługowych zainstalowano dużą liczbę kolorowych neonów . Dominujące na osiedlu wieloklatkowe budynki liniowe, oparte na powtarzalnych sekcjach, mają pięć kondygnacji nadziemnych, a kryte są dachami płaskimi. W budynkach tych znalazły się zróżnicowane mieszkania od jednopokojowych do czteropokojowych.

### Budynek przy placu Muzealnym 8-12 i inne budynki pierwszego etapu
Budynek przy placu Muzealnym 8-12 był pierwszym eksperymentalnym obiektem zbudowanym w oparciu o następujące rozwiązania techniczne: żelbetowe ławy fundamentowe wykonywane jako monolityczne, ściany piwnic wykonane z bloków żwirobetonowych, ściany kondygnacji nadziemnych wykonane z bloków żużlobetonowych, a stropy z płyt leningradzkich. Elewacje budynku zgodnie z nowymi postulatami pozbawione zostały dekoracji przy zachowaniu tradycyjnej, trójdzielnej kompozycji. Pierwszą strefę stanowi cokół obejmujący pas ścian piwnic wystający ponad teren, wyżej druga strefa obejmuje płaszczyznę utworzoną z pasów kondygnacji powtarzalnych, przy czym są one rozdzielone między sobą zamiast gzymsami to pasami stropów międzykondygnacyjnych, trzecią strefą stanowiącą zwieńczenie budynku jest cofnięta nieco względem lica niższych kondygnacji ściana osłonowa, która obejmuje poddasze obiektu. Do tego układu dobrano odpowiednie rozmieszczenie otworów: w pasie cokołowym są to niewielkie otwory okienne w układzie poziomym, na froncie kondygnacji mieszkalnych umieszczono szerokie, wertykalne pasy otworów wypełnionych luksferami mającymi za zadanie oświetlać klatki schodowe oraz równomiernie rozmieszczone w osiach okna doświetlające pomieszczenia mieszkalne, zaś w pasie wieńczącym otwory umieszczono w ścianach bocznych w postaci rzędu metopowych okienek doświetlających poddasze. Balkony zostały wykonane od strony podwórza. Mają postać przestrzeni obudowanych zarówno ścianami bocznymi jak i zadaszeniem. Zastosowano tu prefabrykowane płyty ścienne. Budynek stał się wzorcem dla kolejnych obiektów budowanych w ramach pierwszego etapu powstawania osiedla, choć wprowadzono w stosunku do pierwowzoru pewne modyfikacje. Przede wszystkim utrzymany tradycyjny trójpodział fasad stał się jeszcze bardziej dominujący w budynkach, w których na parterze zaprojektowano lokale handlowo-usługowe, szczególnie że przyziemie zostało nieco wysunięte przed lico wyższych kondygnacji mieszkalnych, a wyraźny podział tej strefy dodatkowo podkreślały duże, przeszklone witryny.

### Punktowce
Punktowce przy ulicy Józefa Piłsudskiego to cztery budynki mieszkalne, jednoklatkowe, o następujących numerach adresowych: 4, 6, 8 i 10. Wśród cech tych budynków wymienia się między innymi ciekawe i malowniczo rozwiązane elewacje, mimo prostoty ich brył, z indywidualnie dobranymi rozwiązaniami obejmującymi przykładowo domknięcia po bokach, dające efekt przestrzeni wzorowanej na loggiach, charakterystyczne pionowe, rytmiczne żebrowania, w układzie naprzemiennym konkretnej ściany budynku, które nadają lekkości oraz zapewniają częściowo ocienienie, skośny dach, wysokie i harmonijne okna pracowni położonych na poddaszach, zastosowanie luksferów, betonu i indywidualnej, graficznej kolorystyki i wiele innych elementów. Podkreśla się także dobrze opracowaną funkcję wnętrz obiektów z jasnymi i przestronnymi mieszkaniami oraz położone na poddaszu pomieszczenia, które z założenia miały być przeznaczone pod pracownie architektoniczne i artystyczne  . Budynki mają po 6 kondygnacji nadziemnych.

### Wieżowiec Lotos
Budynek Lotos, ostatni z budynków mieszkalnych budowanych w ramach osiedla, został pomyślany jako hotel dla osób samotnych, bez dzieci i partnerów. Zaprojektowano go jako dwukondygnacyjną poszerzoną podstawę o przeznaczaniu handlowo-usługowym i wieżę o kondygnacjach nadziemnych przeznaczonych na mieszkania . Planowano uruchomienie na dachu obiektu kawiarni, a także rozbudowę podstawy o część, w której miała znaleźć się sala kinowa. Rozbudowa ta jednak nie została zrealizowana. W budynku zastosowano kurtynowe ściany stalowe (zewnętrzne), podparapetowe, pasmowe, z przestawionymi naprzemiennie w ramach elewacji portfenetrami. Ściany szczytowe zaprojektowano jako wielkowymiarowe płyty prefabrykowane. Oblicowano je płytkami terakotowymi . Budynek ma 16 kondygnacji nadziemnych (wieża). W wieży budynku powstało 196 niewielkich lokali mieszkalnych, w tym 182 jednopokojowych oraz 14 mieszkań dwupokojowych .

### Wnętrza i lokale
Mieszkania choć małe chwalono między innymi za funkcjonale przedpokoje oraz balkony i loggie, często otwarte na przestronne, pełne zieleni, dziedzińce. Krytykowano natomiast, za niedużą wysokość. W blokach przewidziano pomieszczenia przeznaczone do ogólnodostępnego użytkowania przez mieszkańców. Są to między innymi suszarnie, pralnie i pomieszczenia na wózki. We wspomnianych budynkach punktowych na ostatnim piętrze umieszczono mieszkania przeznaczone dla artystów, dobrze oświetlone przez okna na całej wysokości piętra. Sklepy natomiast miały opracowane projekty wnętrz. Były one specjalnie wykonane przez architektów i artystów .

## Niektóre placówki handlowo-usługowe i inne
Jak wyżej wspominano oprócz funkcji mieszkalnej w obrębie osiedla powstały także lokale i pawilony handlowo-usługowe, w których działały różne placówki, pośród których można wymienić między innymi:
- lokal przy placu Legionów 14: księgarnia imienia Władysława Reymonta założona przez Dom Książki w 1962 r., po przemianach ustrojowych działalność w tym zakresie kontynuuje księgarnia Wratislavia[151]
- pawilon przy ulicy Józefa Piłsudskiego 2a: Spółdzielnia Turystyczno-Wypoczynkowa "Gromada"[152], przekształcona po przemianach ustrojowych w Polsce na Ogólnokrajową Spółdzielnię Turystyczną Gromada[153]
- pawilon przy ulicy Józefa Piłsudskiego 4a: bank oraz firma Colliers International od 1999 r.[154]
- pawilon przy ulicy Józefa Piłsudskiego 6a: PSS Społem[155], później Żabka[156]
- pawilon przy ulicy Józefa Piłsudskiego 8a: JOT-BE Nieruchomości od 1999 r.[127][157]
- pawilon przy ulicy Józefa Piłsudskiego 12: placówka poczty polskiej – obiekt nie istnieje[119]
- podstawa budynku (część niższa dwukondygnacyjna) przy ulicy Grabiszyńskiej 9: kawiarnia Lotos, później dom handlowy Lotos[60] [158] [159]
- lokal przy placu Legionów 8: bar Wiking[100] [160]
- lokal przy placu Legionów 9: sklep Krokodyl z galanterią skórzaną[100] [161], od 1962 r.[161].

## Zieleń
W obszarze zagospodarowania osiedla Plac PKWN nie ma dużych terenów zieleni. Modernistyczny projekt osiedla zapewniał lokalizację wolnostojących bloków o luźnej kompozycji w układach grzebieniowych, liniowych i punktowych kreujących liczne wnętrza międzyblokowe oraz otoczenie zagospodarowane zielenią osiedlową z przestrzeniami zapewniającymi także dostęp powietrza i słońca , co było jednym z elementów mających stworzyć przyjazne środowisko do życia mieszkańców. Do wyróżniających się tu elementów zieleni zaliczyć można Zieleniec przy ulicy Świętej Trójcy oraz Zieleniec przy placu Legionów. Oprócz tego inne osiedlowe formy zieleni to między innymi: wnętrze między punktowcami sięgające zabudowy przy ulicy Sądowej, wnętrze za zabudową po południowej stronie ulicy Grabiszyńskiej, wnętrze międzyblokowe w kwartale zabudowy: plac Legionów, plac Muzealny, ulica Sądowa, ulica Świebodzka, wnętrze pomiędzy zabudową placu Muzealnego i ulicy Józefa Piłsudskiego, a także tereny szkolne zespołu przy ulicy Prostej, Świętej Trójcy i Iwana Pawłowa, na placu Muzealnym, otoczenie żłobka przy ulicy Sądowej i przedszkola przy ulicy Iwana Pawłowa 6a oraz zieleń południowej części placu Orląt Lwowskich, po północnej stronie ulicy Tęczowej.
Sam plac Legionów obejmuje otwarty zieleniec w rzucie prostokątnym na płaszczyznę terenu o kształcie zbliżonym do prostokąta. Jest tu urządzony trawnik i rośnie grupą drzew i krzewów. Teren po przekątnej przecięty ścieżką na przedłużeniu ulicy Tadeusza Kościuszki. Wzdłuż ulic urządzono zieleń obejmującą szpalery i zieleń niską. Wzdłuż ulicy Józefa Piłsudskiego na odcinku od placu do ulicy Podwale, po stronie zachodniej, wykonano pasy zieleni obejmują niską roślinność przy elewacjach budynków oraz szpaler klonów obok chodnika, a na innym odcinku tej ulicy urządzono liniowo szpaler glediczji trójcierniowej (Gleditsia triacanthos), natomiast po drugiej stronie ulicy zasadzono młode lipy. Wzdłuż ulicy Grabiszyńskiej urządzono klomby z krzewami oraz trawnik przy ulicy .
Jak wyżej zaznaczono w ramach wnętrz między blokowych urządzono zieleń osiedlową. Obejmuje ona zieleńce zagospodarowane trawnikami obrzeżone żywopłotami z krzewów liściastych. Nasadzenia zieleni wysokiej w tych obszarach nie mają czytelnego układu kompozycyjnego i są zróżnicowane pod względem gatunkowym i wiekowym występujących tu roślin. Znajdują się tu grupy drzew i krzewów lub pojedyncze okazy. Są to takie gatunki jak brzoza brodawkowata (Betula pendula), kasztanowiec pospolity (Aesculus bippocastanum), topola (Populus), robinia akacjowa (Robinia pseudoacacia), klony (Acer platanoides, Acer pseudoplatanus, Acer negundo), lipy (Tilia cordata, Tilia tomentosa), jesion wyniosły (Fraxinus excelsior), jarząb pospolity (Sorbus aucuparia), orzech włoski (Duglas regia), świerk kłujący (Picea pungens). Oprócz wymienionych gatunków drzew znajdują się tu także krzewy: forsycja pośrednia (Forsythia x intermedia), berberys Thunberga (Berberis thunbergii), sumak octowiec (Rhus typhina), lilak pospolity (Syringa vulgaris), bez czarny (Sambucus nigra), a także ligustr pospolity (Ligustrum vulgare) w formie żywopłotów. Uznaje się, że w zakresie zieleni tego osiedla duże znaczenie mają grupy zieleni wysokiej, dorównującej wysokością otaczającym blokom pięciokondygnacyjnym i wyższej. Okazy takie obejmują gatunki takie jak topole, klony i lipy, kasztanowce, oraz zieleni wysokiej niższej niż zabudowa, wśród której są okazy takich gatunków jak jarzębiny, bzy, lilaki, forsycje i drzewa owocowe.
Bezpośrednio w obszarze osiedla wykazuje się osobliwości dendrologiczne przy ulicy Prostej, na odcinku tej ulicy pomiędzy ulicą Świętej Trójcy i Tęczową, gdzie znajdują się dwie takie osobliwości oraz przy ulicy Józefa Piłsudskiego, strona zachodnia, przed skrzyżowaniem z ulicą Tęczową, Podwale i placem Orląt Lwowskich, w sąsiedztwie budynku przy ulicy Józefa Piłsudskiego 1 i ulicy Tęczowej 2, gdzie znajduje się stary okaz perełkowca japońskiego (Sophora japonica) o obwodzie od 300 cm.
W obrębie wyżej opisanych terenów zieleni zachowane są jeszcze pozostałości małej architektury w tym dawnych placów zabaw, urządzeń, piaskownic, oraz wyposażenia gospodarczego i wypoczynkowego jak trzepaki i ławki. Ponadto na części budynków zachowane są jeszcze oryginalne uchwyty na donice.

## Demografia
Zabudowa osiedla Plac PKWN położona jest o obszarach objętych pięcioma rejonami statystycznymi, przy czym oprócz omawianych tu zespołów budynków znajduje się w ich obrębie także inna zabudowa, zarówno wcześniejsza jak i późniejsza. Są to tereny o wysokim stopniu zaludnienia i dużej koncentracji miejsc pracy, przy czym dane dotyczące zamieszkania opracowane są na dzień 31.12.2021 r.:
| Rejon statystyczny nr | Ilość osób zameldowanych | Gęstość zaludnienia [lud./km²] | położenie                                                                                           |
| --------------------- | ------------------------ | ------------------------------ | --------------------------------------------------------------------------------------------------- |
| 933260                | 623                      | 10 861                         | kwartał ograniczony ulicami: Józefa Piłsudskiego, Iwana Pawłowa, Tęczową, Prostą, Grabiszyńską      |
| 933270                | 586                      | 15 239                         | kwartał ograniczony ulicami: Józefa Piłsudskiego, Tęczową i placem Orląt Lwowskich, Iwana Pawłowa   |
| 933280                | 198                      | 4 236                          | kwartał ograniczony ulicami: Józefa Piłsudskiego, Sądową, Podwalem i placem Orląt Lwowskich         |
| 933290                | 743                      | 8 257                          | kwartał ograniczony ulicami: Józefa Piłsudskiego, łącznikiem, Muzealną, Podwalem, Sądową            |
| 933450                | 517                      | 12 529                         | kwartał ograniczony ulicami: Józefa Piłsudskiego, Grabiszyńską, Prostą, Kolejową, Joachima Lelewela |

## Ochrona

### Ochrona obszaru i zespołu zabudowy
Obszar, na którym położone jest osiedle Plac PKWN, podlega ochronie i jest wpisany do gminnej ewidencji zabytków w dwóch odrębnych zakresach. Teren na południe i wschód od ulicy Grabiszyńskiej oraz ulicy Sądowej widnieje pod pozycją Przedmieście Południowe. Ochronie podlega przede wszystkim historyczny układ urbanistyczny Przedmieścia Południowego kształtowany w różnych okresach historycznych począwszy od XIII wieku, następnie od około 1840 r. do początku lat 60. XX wieku. Obszar ten obejmuje historyczny układ urbanistyczny przedmieścia na południe od Podwala Świdnickiego, w rejonie ulicy Sądowej i Grabiszyńskiej, Kolejowej, placu Rozjezdnego, ulicy Swobodnej, Józefa Piłsudskiego i Dworcowej we Wrocławiu. Stan jego zachowania określa się na 4 – dobry / 5 – bardzo dobry. Natomiast teren na północ i zachód od ulicy Grabiszyńskiej oraz ulicy Sądowej widnieje pod pozycją Przedmieście Mikołajskie, stanowiącego część Śródmieścia we Wrocławiu. Ochronie podlega przede wszystkim historyczny układ urbanistyczny Przedmieścia Mikołajskiego kształtowany w różnych okresach historycznych począwszy od początku XIX wieku do lat 70. XX wieku. Obszar ten obejmuje historyczny układ urbanistyczny przedmieścia w rejonie placów Św. Mikołaja, Jana Pawła II i Orląt Lwowskich oraz ulic Tęczowej i Grabiszyńskiej we Wrocławiu. Stan jego zachowania określa się na 4 – dobry / 5 – bardzo dobry.
Dzielnica mieszkaniowa Plac PKWN została uznana za dobro kultury współczesnej. Stanowi ona część tego osiedla w rejonie pl. Legionów oraz ulic: marsz. Józefa Piłsudskiego, Tęczowej, Prostej, Iwana Pawłowa, Świętej Trójcy.

### Ochrona obiektów osiedla
Z obiektów powstałych w ramach budowy osiedla i późniejszej zabudowy uzupełniającej w gminnej ewidencji zabytków ujęty został zespół budynków mieszkalno-usługowych - tzw. Punktowce, położony przy ulicy Józefa Piłsudskiego 4, 6, 8, 10. Zespół ten obejmuje następujące obiekty:
| obiekt, położenie                               | powstanie      | fotografia |
| ----------------------------------------------- | -------------- | ---------- |
| pawilon nr 2 ulica Józefa Piłsudskiego 2        | lata 1967-1970 |            |
| budynek mieszkalny ulica Józefa Piłsudskiego 4  | lata 1959-1961 |            |
| pawilon nr 4a ulica Józefa Piłsudskiego 4a      | lata 1998-1999 |            |
| budynek mieszkalny ulica Józefa Piłsudskiego 6  | lata 1959-1961 |            |
| pawilon nr 6a ulica Józefa Piłsudskiego 6a      | lata 1969-1971 |            |
| budynek mieszkalny ulica Józefa Piłsudskiego 8  | lata 1959-1961 |            |
| pawilon nr 8a ulica Józefa Piłsudskiego 8a      | lata 1998-1999 |            |
| budynek mieszkalny ulica Józefa Piłsudskiego 10 | lata 1959-1961 |            |

Ochronie podlegają także szpalery drzew wzdłuż ulicy Józefa Piłsudskiego w ramach miejscowego planu zagospodarowania przestrzennego. Takiej samej ochronie podlega szpaler biegnący wzdłuż zachodniej strony ulicy Sądowej.

### Ochrona innych obiektów
Bezpośrednio w obrębie terenu inwestycji zachowane zostały następujące kamienice , także podlegające ochronie w ramach gminnej ewidencji zabytków:
| obiekt, położenie                                                          | powstanie, nr rej.                                        | fotografia |
| -------------------------------------------------------------------------- | --------------------------------------------------------- | ---------- |
| Kamienica ulica Tęczowa 6                                                  | około 1875 r. rodzaj ochrony: inny                        |            |
| Kamienica z usługowym parterem plac Legionów 4a                            | około 1890 r., 2012 r. (remont) rodzaj ochrony: gez, mpzp |            |
| Kamienica, obecnie budynek mieszkalny z usługowym parterem ulica Sądowa 8a | około 1880 r. rodzaj ochrony: gez, mpzp                   |            |
| Kamienica, obecnie budynek mieszkalny z usługowym parterem ulica Sądowa 9a | około 1880 r. rodzaj ochrony: gez, mpzp                   |            |

## Oceny, znaczenie i odbiór
Osiedle niewątpliwie oceniane bywa w kontekście uwarunkowań w jakich powstawało, stanowiąc próbę przejścia z monumentalnego realizmu socjalistycznego w użytkowy i ludzki modernizm, oraz jako pierwsze symptomy wkradania się nowoczesności , przy czym osiedle to oceniano jako najbardziej wielkomiejskie z ówcześnie powstałych zespołów zabudowy, szczególnie w sposobie sytuowania budynków w układzie umożliwiającym zwiększanie przestrzeni między nimi, co stanowi fundament założeń modernizmu. Niebagatelnym spostrzeżeniem jest również opinia, iż jest to osiedle, w ramach którego eksperymentowano, zarówno w zakresie form urbanistycznych oraz architektonicznych jak i technologiczno-budowlanym. Nadal jednak zachowano tu pewien monumentalizm, przynajmniej w zakresie urbanistyki, poprzez wykreowanie wielkiego, prostokątnego placu w centrum z szerokimi ulicami osadzonymi szpalerami drzew, który służył za majestatyczną oprawę uroczystości państwowych , między innymi jako miejsce ustawiana trybuny honorowej podczas pochodów pierwszomajowych . Mimo to zabudowa osiedla jest pierwszą w mieście projektowaną bez uwarunkowań historycznych i formalnych. Za bardzo pozytywną cechę uznaje się wykreowanie dużej liczby terenów spacerowych w ramach zieleni osiedlowej.
Niewątpliwie przyjęcie technologii wielkiego bloku jako bazę do budowy budynków, który odznaczał się małą elastycznością i niewielką liczbą dostępnych elementów, miało wpływ na to, że osiedle była oceniane jako zabudowa o nadmiernym zestandaryzowaniu form architektonicznych. Według pojawiających się opinii rozwiązanie przestrzenne i architektoniczne z tego tytułu stoi na graniczy ujednolicenia. Nie dotyczy to zespołu zabudowy punktowej oraz wieżowca Lotos. Jeśli chodzi o punktowce projektu Konrada Jarodzkiego oceny są zdecydowanie pozytywne, wręcz wrażane są opinie o ich awangardowości, a projekt był wykorzystany także w innych lokalizacjach takich jak Osiedle pod Jaworami, czy w uproszczonej wersji przy ulicy Widok  . Były to pierwsze we Wrocławiu budynki punktowe. Doceniony został zarówno cały zespół zabudowy jak i budynki mieszkalne, które zostały objęte ochroną w ramach gminnej ewidencji zabytków. Zaraz po ich wybudowaniu w 1961 r. budynki te wygrały plebiscyt „Słowa Polskiego” na Dom Wrocławia otrzymując wróżenie z tytułem Mister Wrocławia  . Same budynki mieszkalne zostały potocznie nazwane czworaczkami   .
Były także opinie krytyczne w odniesieniu do niektórych aspektów osiedla. Przykładowo w wywiadzie z 1965 r. Bolesław Iwaszkiewicz (przewodniczący Prezydium Rady Narodowej miasta Wrocławia) odniósł się negatywnie do kolorystyki budynków stwierdzając, że raziła go pstrokacizna osiedla PKWN . Zakładano bowiem malowanie nieoświetlonych światłem słonecznym elewacji w ciepłych kolorach: pomarańczowym i czerwonym, a od strony oświetlonej w kolorach nieco zimniejszych: zielonym, ale też i nieco cieplejszą barwą żółtą.
Nieco anegdotyczny charakter ma opis wyników ankiety przeprowadzonej przez gazetę „Słowo Polskie”, w 1956 roku, pośród pierwszych mieszkańców niedługo po wprowadzeniu się do nowych budynków. Oprócz typowych, ogólnie pozytywnych opinii o osiedlu, nowoczesnej architekturze, elementach mieszkań takich jak przedpokoje i balkony, czy dostępności do pomieszczeń wspólnych takich jak przykładowo suszarni na poddaszach, znalazły się także elementy oceniane krytycznie, do których należały, według ankietowanych, zbyt cienkie ściany oraz zbyt mała wysokość pomieszczeń. Przy tym jeden z nich stwierdził, że Polacy są wyżsi niż na przykład Francuzi i śmiesznie wyglądają w niskich mieszkaniach. Inna anegdotyczna kwestia podnoszona w ankiecie dotyczyła wywieszania bielizny do suszenia na balkonach przy głównych ulicach, co według nich miało być „bardzo nieeleganckie” .